# Medalhistas olímpicos do handebol

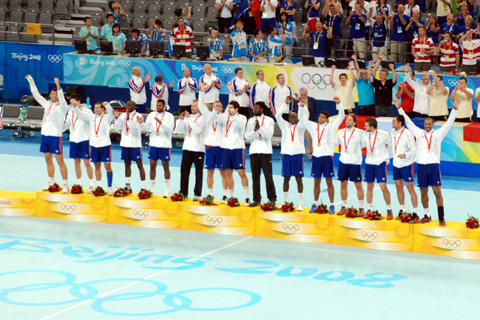
Pódio do handebol masculino nos Jogos Olímpicos de 2008, em Pequim, China, com o título da França.

O handebol é um dos esportes que é disputado nos Jogos Olímpicos de Verão. Ele foi introduzido na edição de 1936, realizados em Berlim, Alemanha, disputado apenas na categoria masculina, e em um formato diferente do atual, visto que as partidas foram disputadas ao ar livre e em um campo de dimensões similares a um campo de futebol. Nesta edição, a Alemanha sagrou-se campeã após derrotar a Áustria por 10–5, tendo a Suíça recebido a medalha de bronze.
Após um longo período de ausência, o handebol foi reintroduzido em 1972, realizado em Munique, Alemanha, novamente contemplando apenas atletas masculinos. A partir da edição de 1976, de Montreal, Canadá, o torneio feminino passou a fazer parte da programação dos Jogos, tendo como campeã inaugural a União Soviética, que superou a Alemanha Oriental por 14–11 na decisão, tendo o bronze sido conquistado pela Hungria.
Considerando os naipes masculino e feminino, as nações com mais medalhas na competição são a França e a Noruega, com oito, sendo seguidas pela Coreia do Sul e pela Dinamarca, ambas com sete. A Dinamarca é o país que conquistou o maior número de medalhas de ouro, com cinco. Ao total, vinte e quatro países já conquistaram medalhas no handebol nos Jogos Olímpicos.
Sete atletas possuem quatro medalhas nos Jogos Olímpicos: Oh Seong-ok, da Coreia do Sul, que possui uma medalha de ouro, duas medalhas de prata e uma medalha de bronze; Andrey Lavrov, que possui três medalhas de ouro e uma medalha de bronze, que foram conquistadas por três equipes diferentes, pois em 1988 ele competiu pela União Soviética, em 1992 pela Equipe Unificada, e em 2000 e 2004 pela Rússia; as norueguesas Katrine Lunde e Marit Malm Frafjord campeãs em 2008 e 2012 e medalhistas de bronze em 2016 e 2020; e os franceses Michaël Guigou, Nikola Karabatić e Luc Abalo que foram campeões em 2008, 2012 e 2020, além de serem medalhistas de prata em 2016.

## Masculino

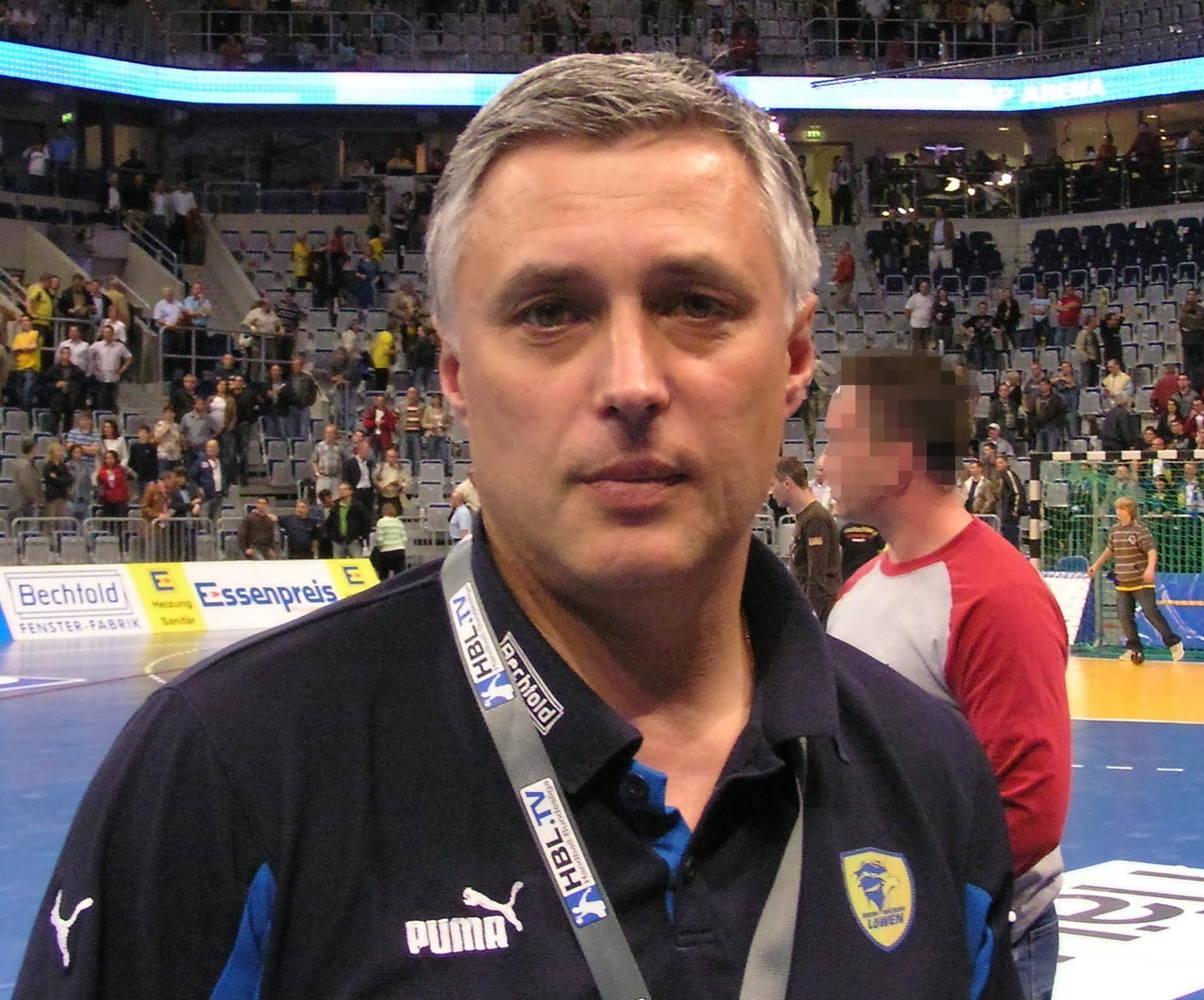
Yuri Shevtsov, campeão em 1988 pela União Soviética

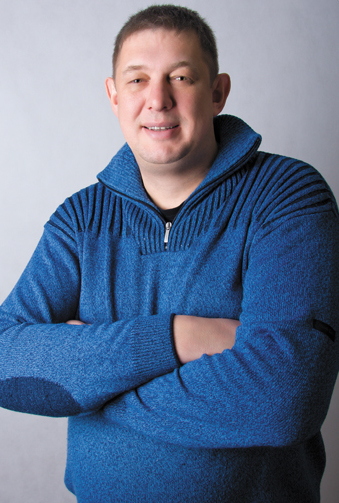
Oleg Grebnev, campeão em 1992 pela Equipe Unificada

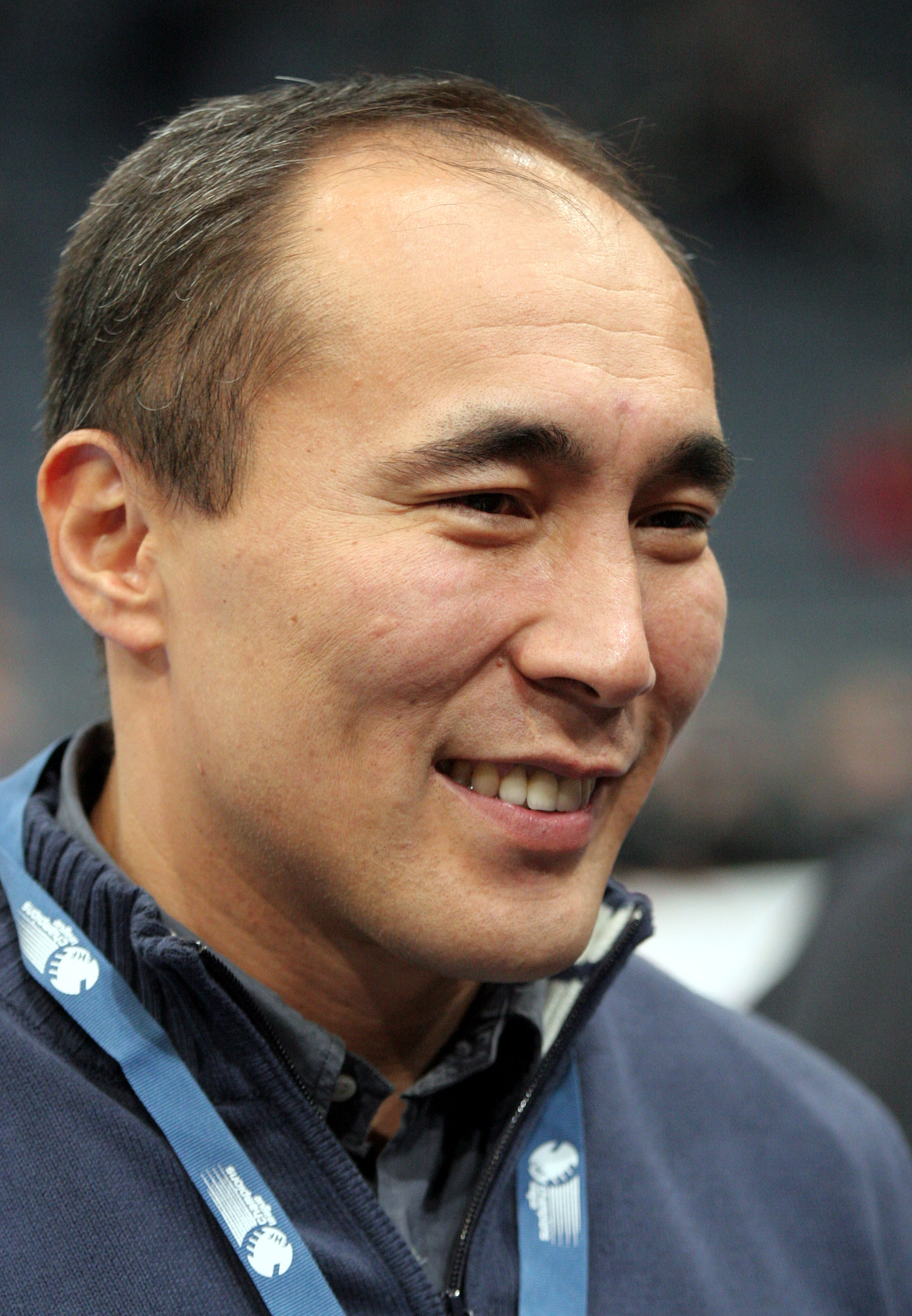
Talant Dujshebaev, campeão em 1992 pela Equipe Unificada e medalha de bronze em 1996 e 2000 pela Espanha

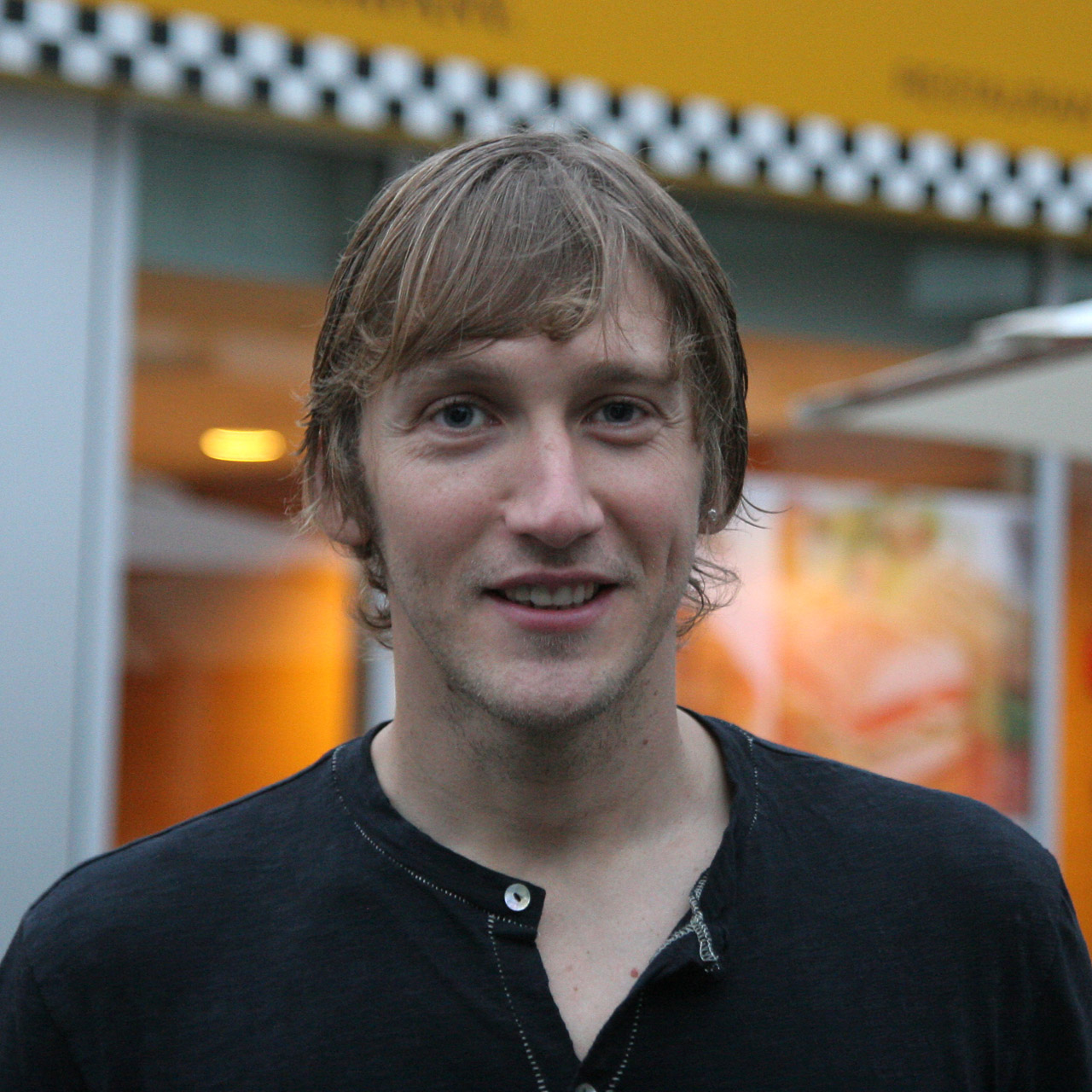
Venio Losert, bicampeão em 1996 e 2004 pela Croácia

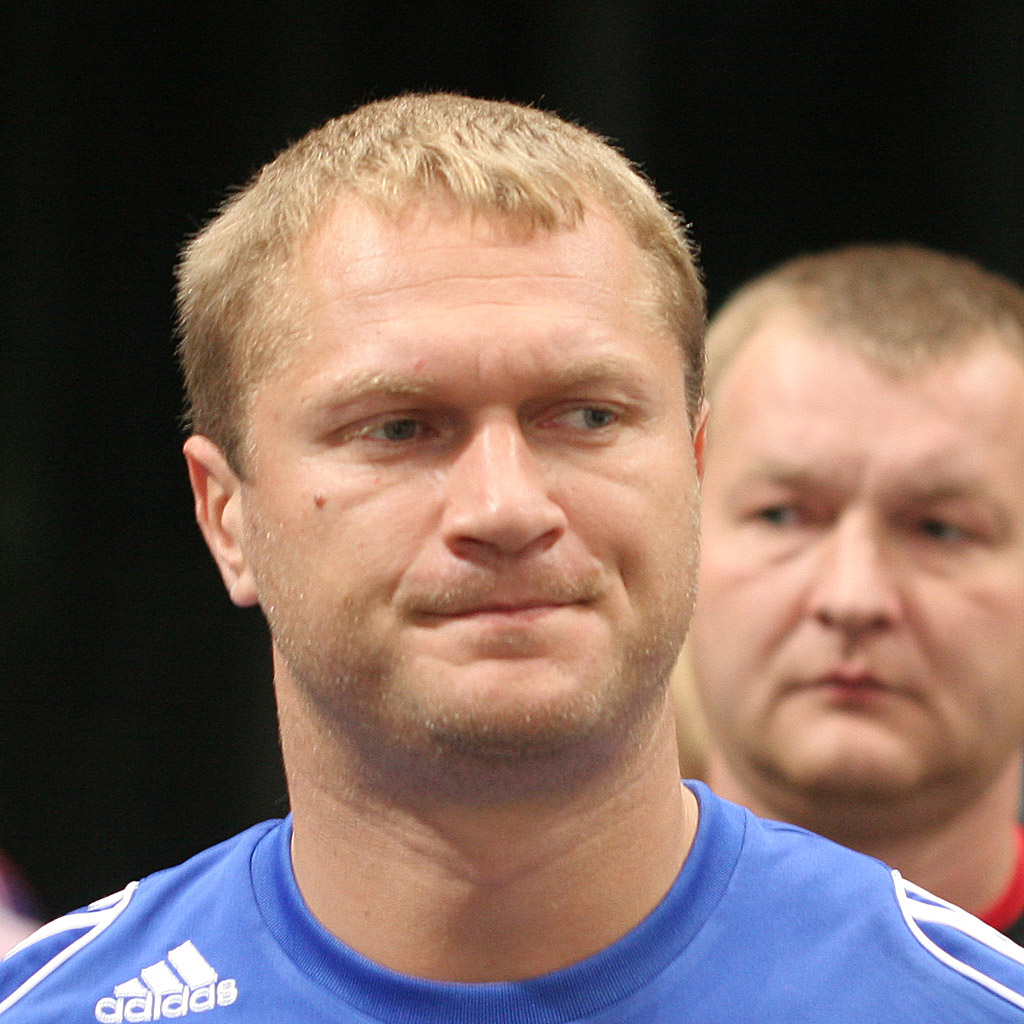
Eduard Koksharov, campeão em 2000 pela Rússia

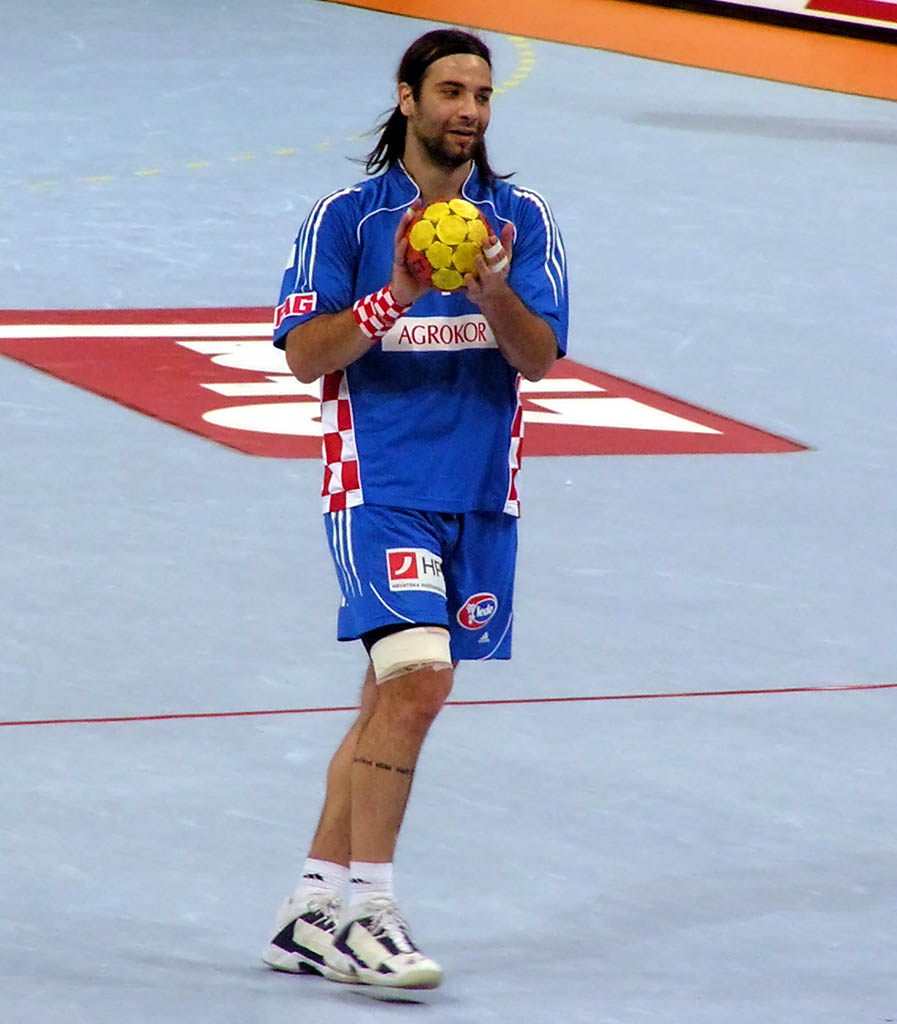
Ivano Balić, campeão em 2004 pela Croácia

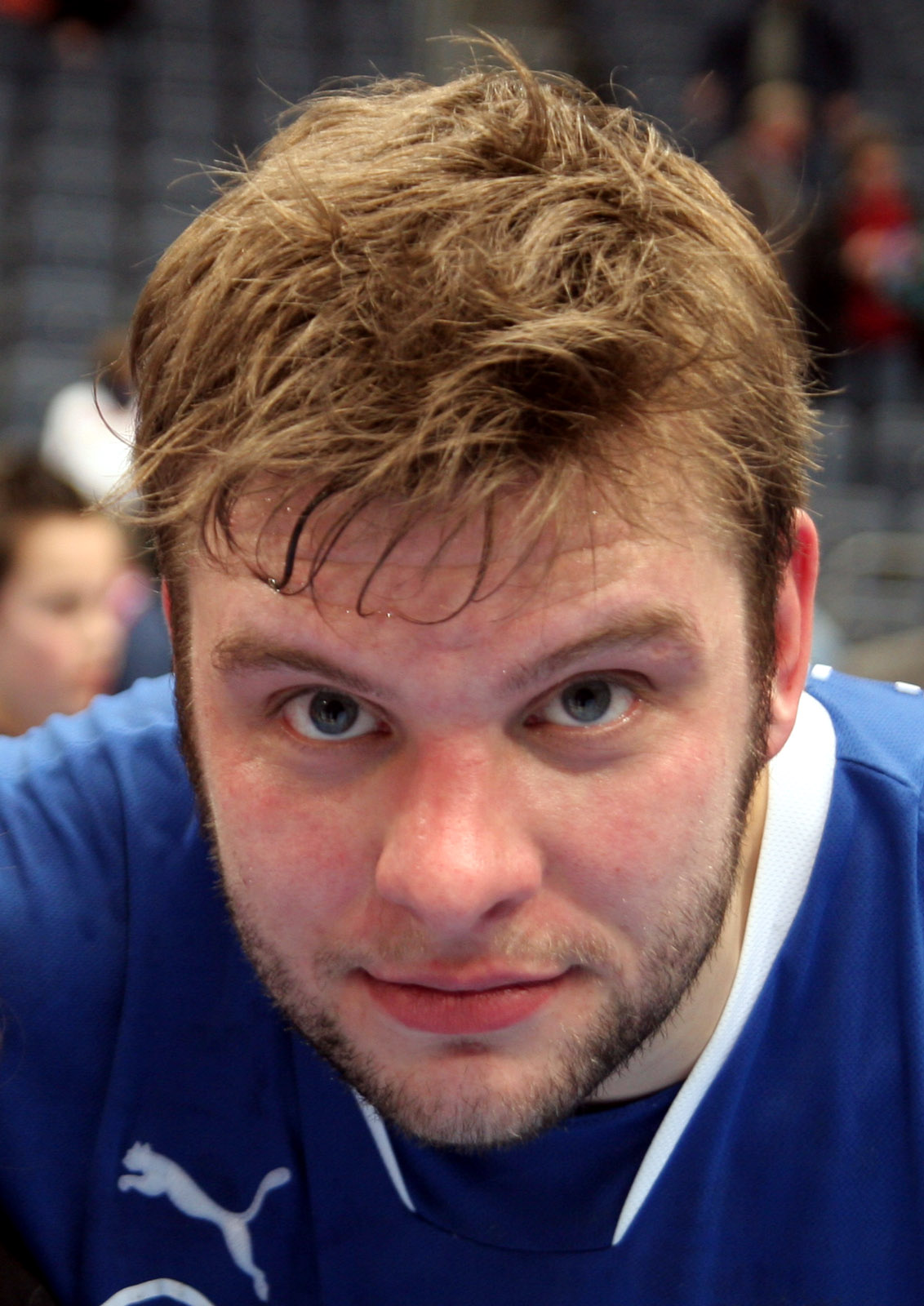
Róbert Gunnarsson, vice-campeão em 2008 pela Islândia

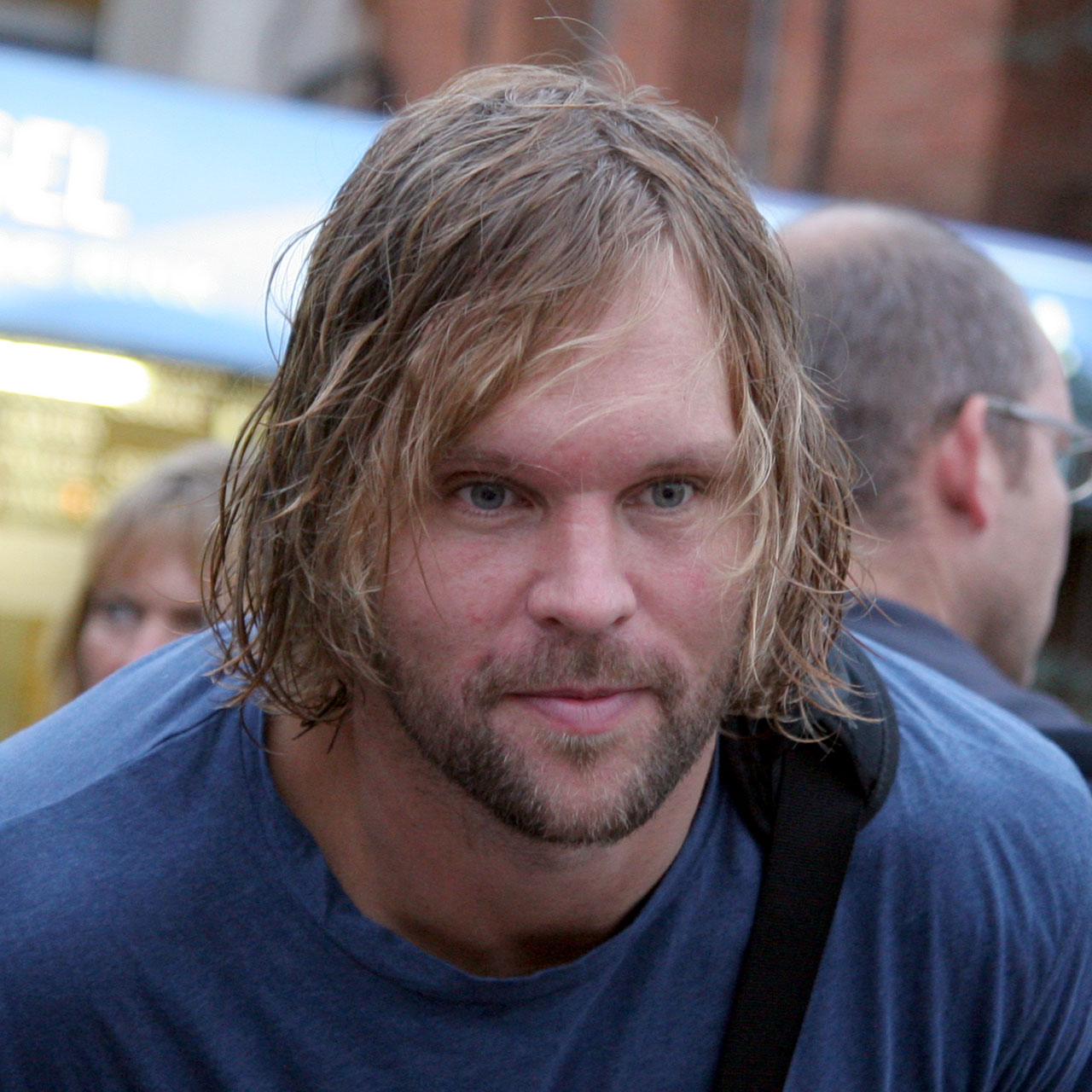
Magnus Jernemyr, vice-campeão em 2012 pela Suécia

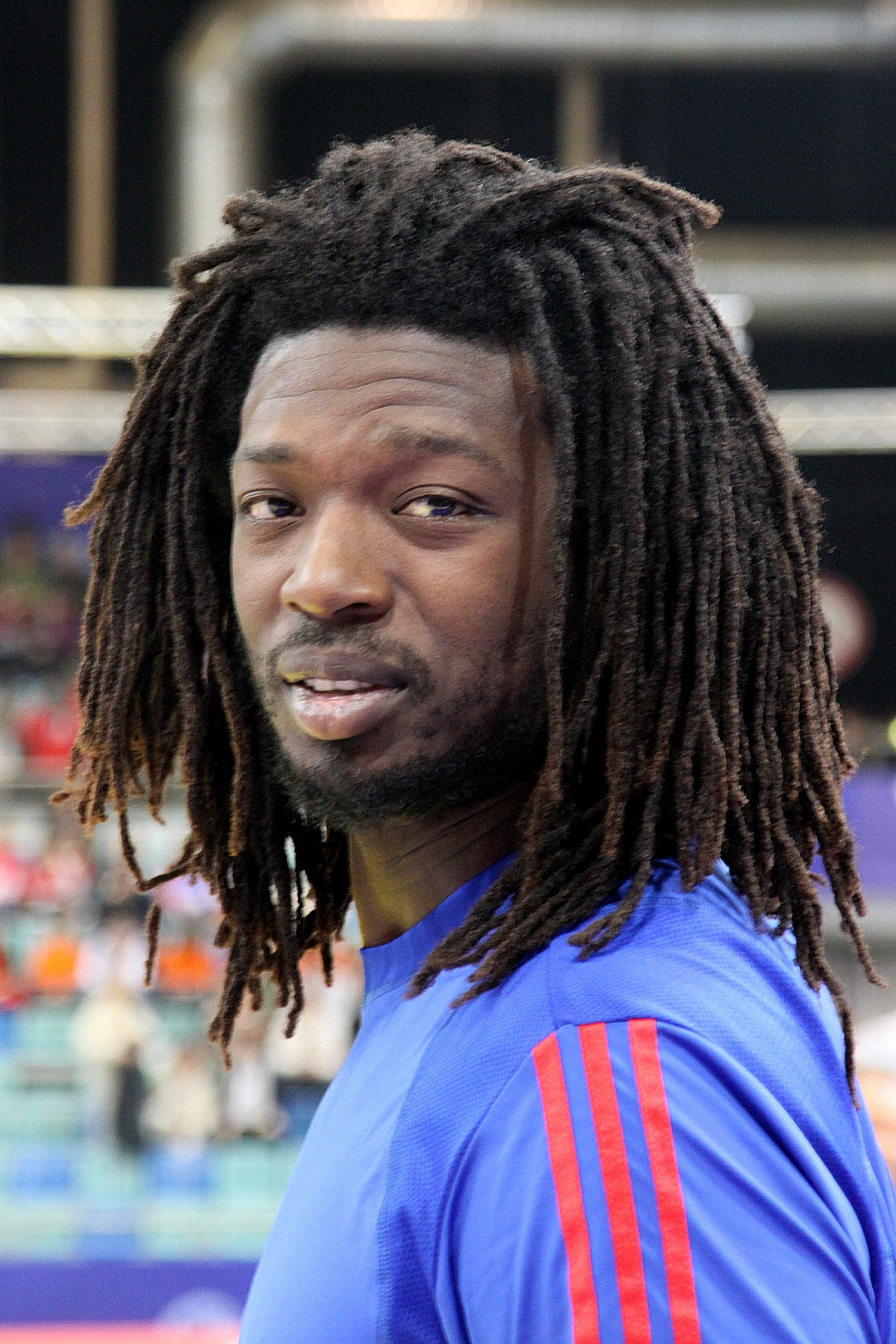
Daouda Karaboué, bicampeão em 2008 e 2012 pela França

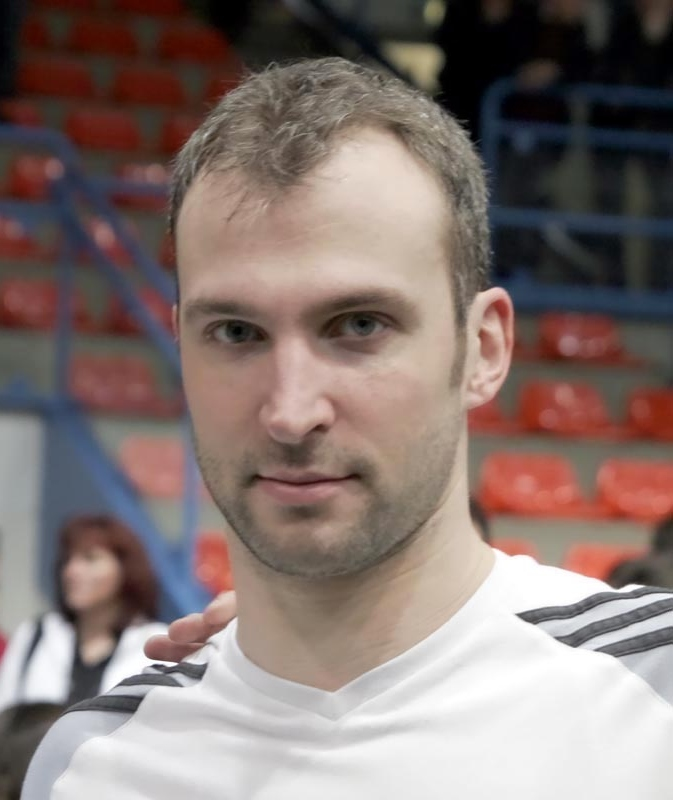
Thierry Omeyer, bicampeão em 2008 e 2012 pela França

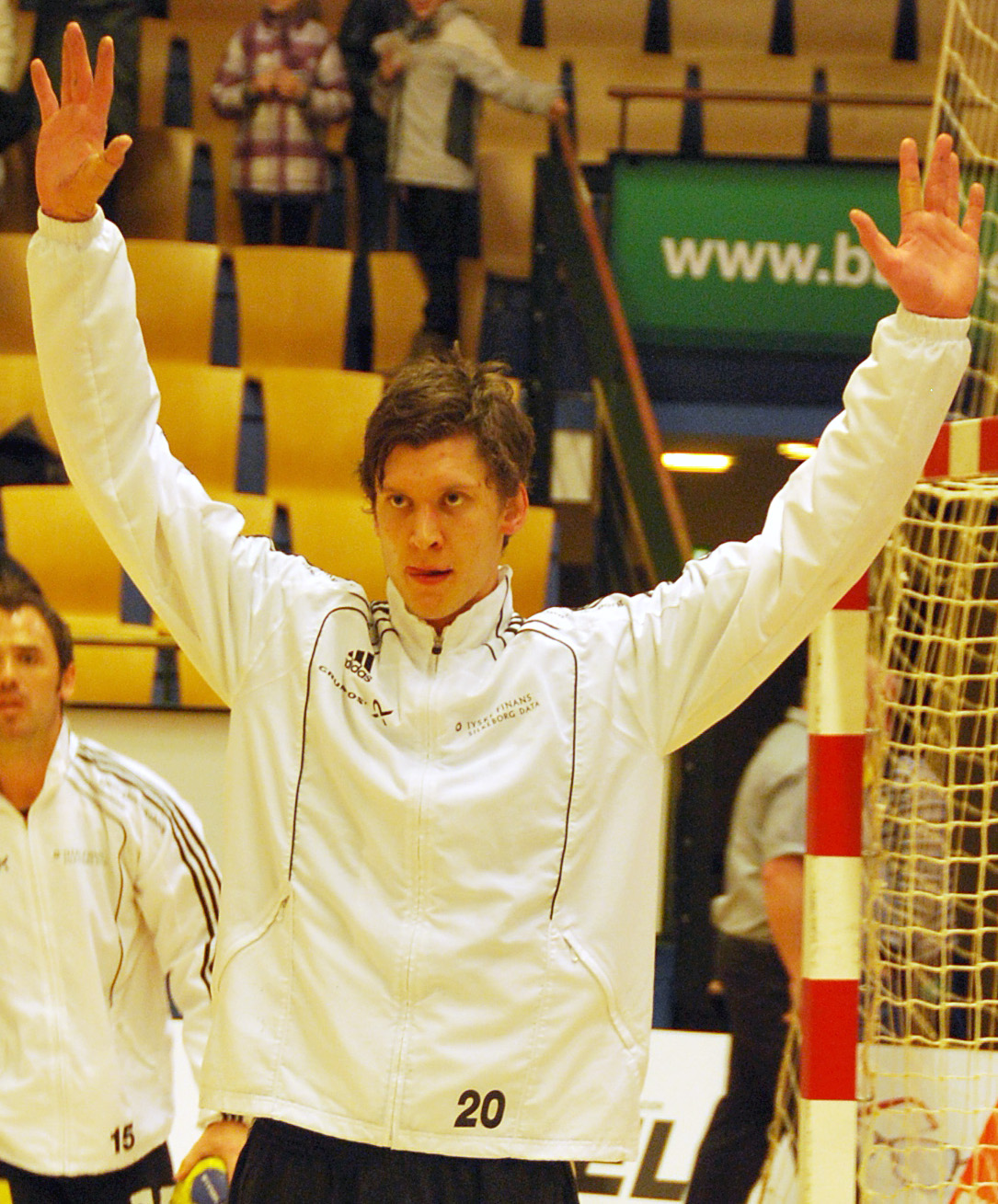
Niklas Landin Jakobsen, campeão em 2016 pela Dinamarca

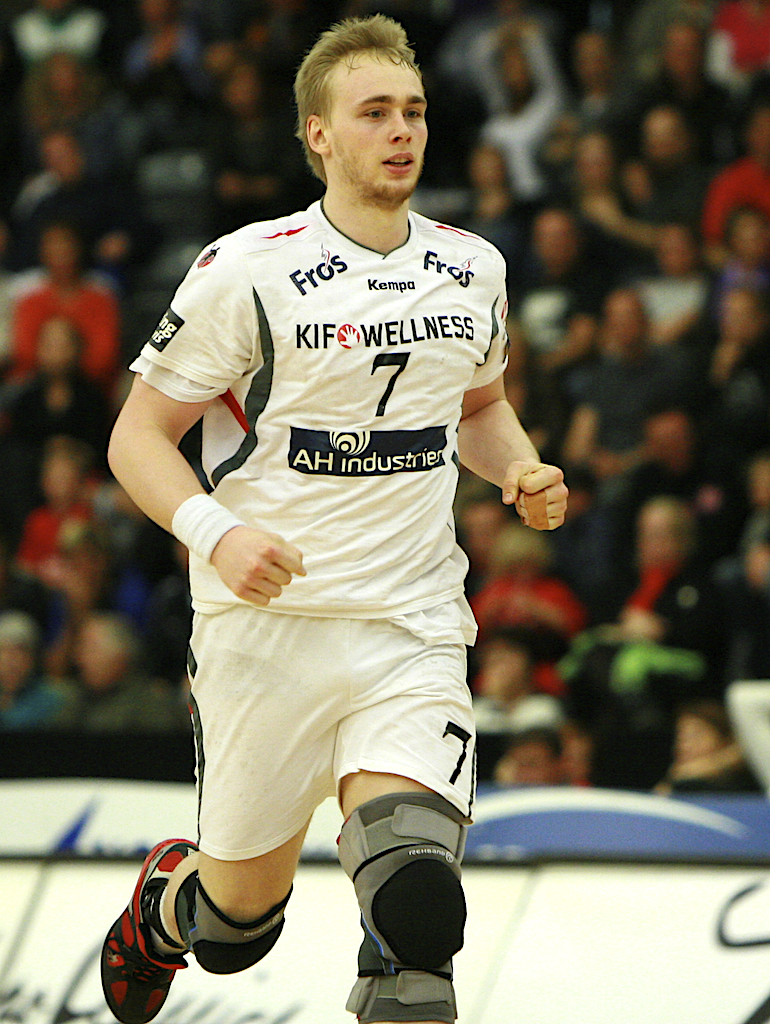
René Toft Hansen, campeão em 2016 pela Dinamarca

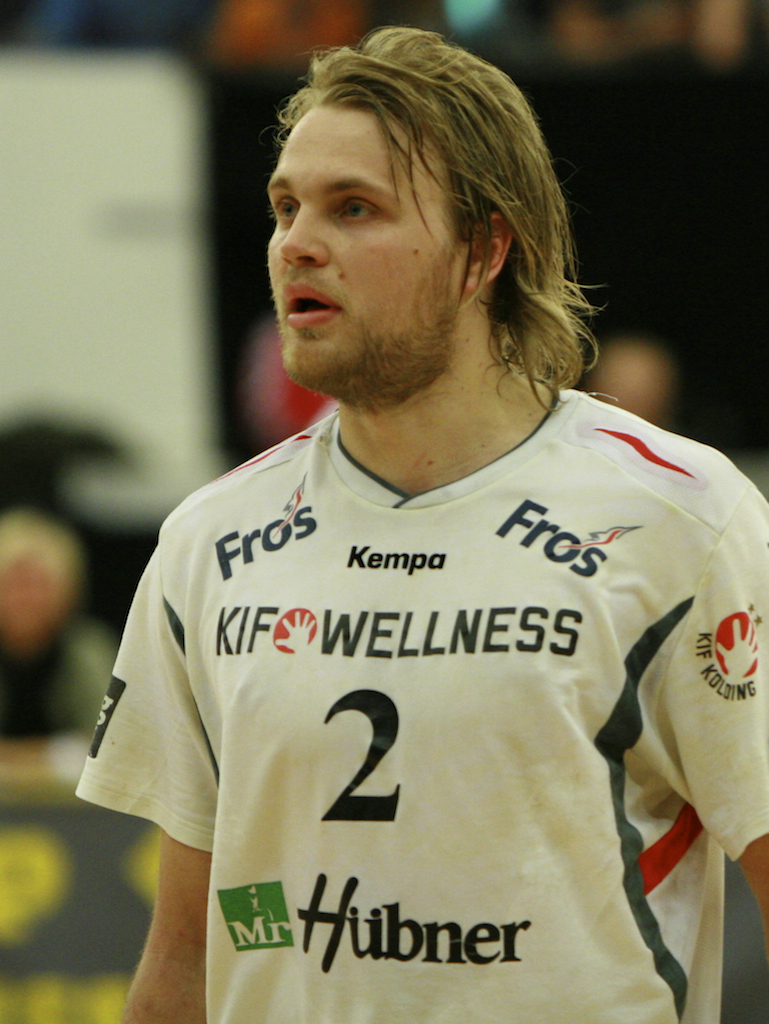
Henrik Møllgaard, campeão em 2016 pela Dinamarca

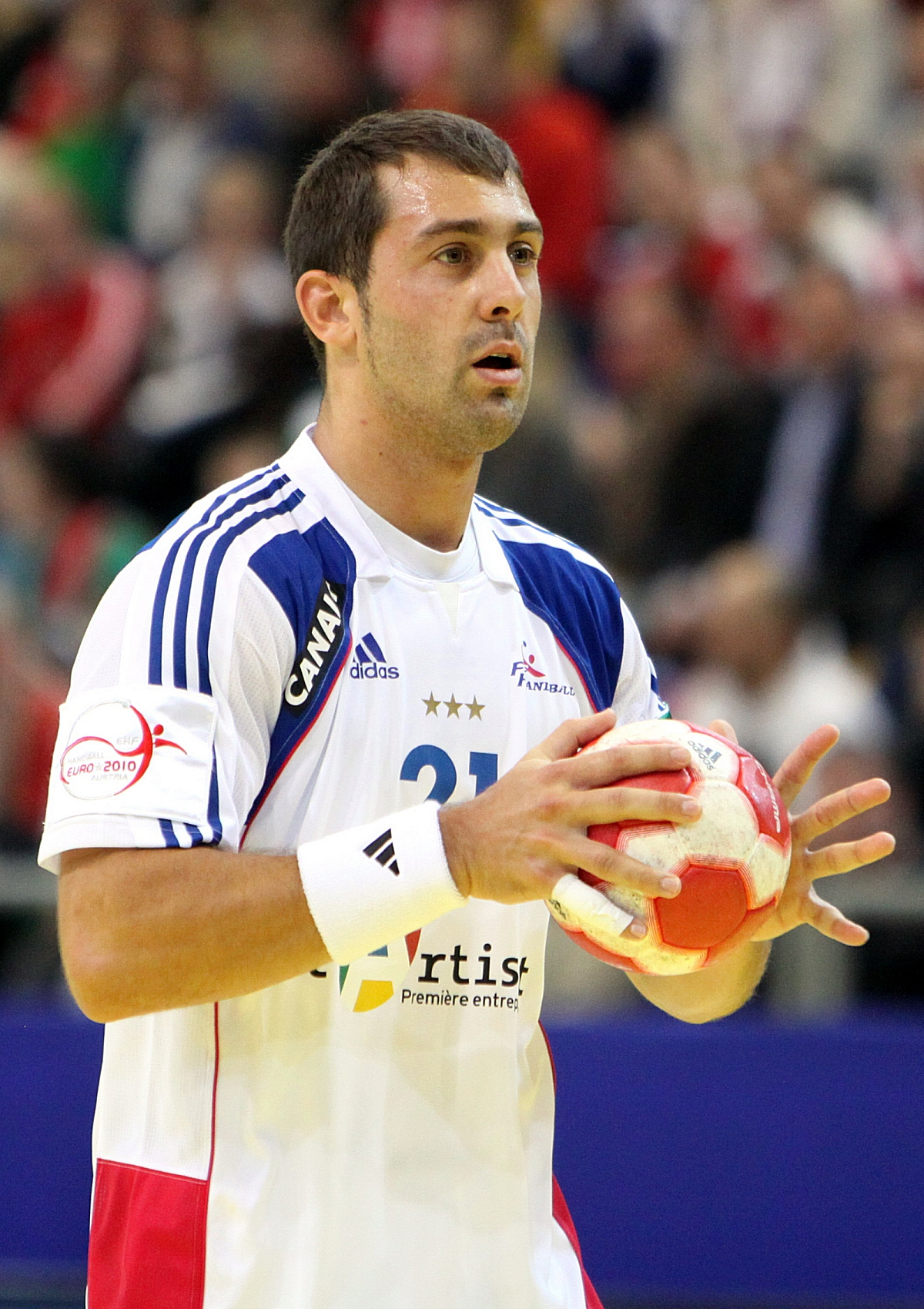
Michaël Guigou, tricampeão em 2008, 2012 e 2020 pela França

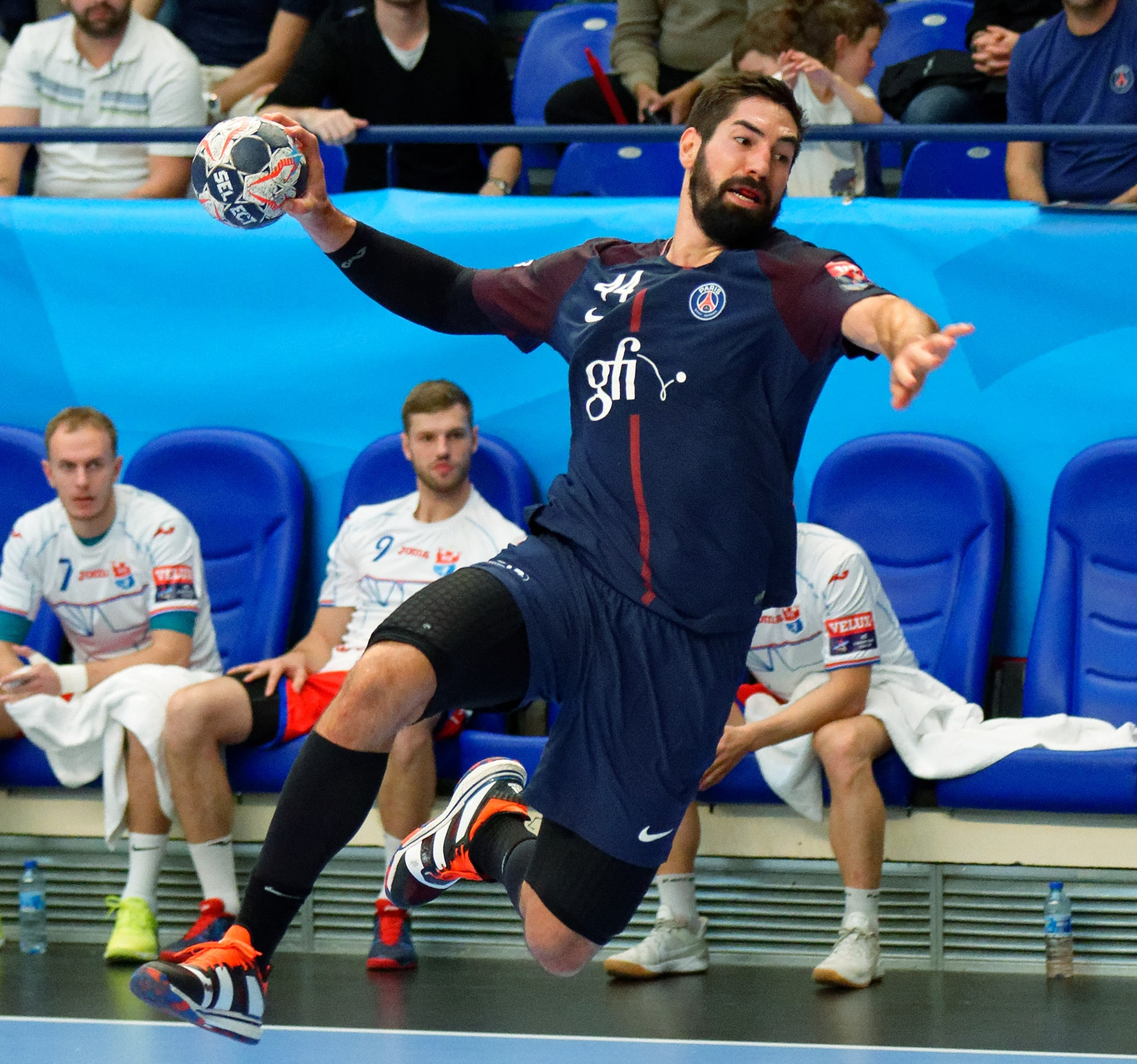
Nikola Karabatić, tricampeão em 2008, 2012 e 2020 pela França

| Evento                      | Ouro | Prata | Bronze |
| --------------------------- | --- | --- | --- |
| Berlim 1936 (detalhes)      | GER Alemanha Willy Bandholz Wilhelm Baumann Helmut Berthold Helmut Braselmann Wilhelm Brinkmann Georg Dascher Kurt Dossin Fritz Fromm Hermann Hansen Erich Herrmann Heinrich Keimig Hans Keiter Alfred Klingler Arthur Knautz Heinz Körvers Karl Kreutzberg Wilhelm Müller Günther Ortmann Edgar Reinhardt Fritz Spengler Rudolf Stahl Hans Theilig | AUT Áustria Franz Bartl Franz Berghammer Franz Bistricky Franz Brunner Johann Houschka Emil Juracka Ferdinand Kiefler Josef Krejci Otto Licha Friedrich Maurer Anton Perwein Siegfried Powolny Siegfried Purner Walter Reisp Alfred Schmalzer Alois Schnabel Ludwig Schuberth Johann Tauscher Jaroslav Volak Leopold Wohlrab Friedrich Wurmböck Johann Zehetner | SUI Suíça Max Blösch Rolf Fäs Burkhard Gantenbein Willy Gysi Erland Herkenrath Ernst Hufschmid Willy Hufschmid Werner Meyer Georg Mischon Willy Schäfer Werner Scheurmann Edy Schmid Erich Schmitt Eugen Seiterle Max Streib Robert Studer Rudolf Wirz                                           |
| Munique 1972 (detalhes)     | YUG Iugoslávia Abaz Arslanagić Petar Fajfrić Hrvoje Horvat Milorad Karalić Đorđe Lavrnić Milan Lazarević Zdravko Miljak Slobodan Mišković Branislav Pokrajac Nebojša Popović Miroslav Pribanić Albin Vidović Zoran Živković Zdenko Zorko | TCH Checoslováquia Ladislav Beneš František Brůna Vladimír Haber Vladimír Jarý Jiří Kavan Arnošt Klimčík Jaroslav Konečný František Králík Jindřich Krepindl Vincent Lafko Andrej Lukošík Pavel Mikeš Peter Pospíšil Ivan Satrapa Zdeněk Škára Jaroslav Škarvan                                                                                                 | ROU Romênia Ştefan Birtalan Adrian Cosma Marin Dan Alexandru Dincă Cristian Gaţu Gheorghe Gruia Roland Gunesch Gabriel Kicsid Ghiţă Licu Cornel Penu Valentin Samungi Simion Schöbel Werner Stöckl Constantin Tudosie Radu Voina                                                                 |
| Montreal 1976 (detalhes)    | URS União Soviética Aleksandr Anpilogov Yevgeni Chernyshov Anatoli Fedyukin Valeri Gassy Vasily Ilyin Mykhaylo Ishchenko Yuri Kidyaev Yury Klimov Vladimir Kravtsov Serhiy Kushniryuk Yuriy Lahutyn Vladimir Maksimov Oleksandr Rezanov Mykola Tomyn                                                                                                | ROU Romênia Ştefan Birtalan Adrian Cosma Cezar Drăgăniṭă Alexandru Fölker Cristian Gaţu Mircea Grabovschi Roland Gunesch Gabriel Kicsid Ghiţă Licu Nicolae Munteanu Cornel Penu Werner Stöckl Constantin Tudosie Radu Voina | POL Polônia Zdzisław Antczak Janusz Brzozowski Piotr Cieśla Jan Gmyrek Alfred Kałuziński Jerzy Klempel Zygfryd Kuchta Jerzy Melcer Ryszard Przybysz Henryk Rozmiarek Andrzej Sokołowski Andrzej Szymczak Mieczysław Wojczak Włodzimierz Zieliński                                                |
| Moscou 1980 (detalhes)      | GDR Alemanha Oriental Hans-Georg Beyer Lothar Doering Günter Dreibrodt Ernst Gerlach Klaus Gruner Rainer Höft Hans-Georg Jaunich Hartmut Krüger Peter Rost Dietmar Schmidt Wieland Schmidt Siegfried Voigt Frank-Michael Wahl Ingolf Wiegert | URS União Soviética Aleksandr Anpilogov Vladimir Belov Yevgeni Chernyshov Anatoli Fedyukin Mykhaylo Ishchenko Aleksandr Karshakevich Yuri Kidyaev Vladimir Kravtsov Serhiy Kushniryuk Viktor Makhorin Voldemaras Novickis Vladimir Repev Mykola Tomyn Aleksey Juk                                                                                               | ROU Romênia Ştefan Birtalan Iosif Boroş Adrian Cosma Cezar Drăgăniṭă Marian Dumitru Cornel Durău Alexandru Fölker Claudiu Ionescu Nicolae Munteanu Vasile Stîngă Lucian Vasilache Neculai Vasilcă Radu Voina Maricel Voinea                                                                      |
| Los Angeles 1984 (detalhes) | YUG Iugoslávia Zlatan Arnautović Mirko Bašić Jovica Elezović Mile Isaković Pavle Jurina Milan Kalina Slobodan Kuzmanovski Dragan Mladenović Zdravko Rađenović Momir Rnić Branko Štrbac Veselin Vujović Veselin Vuković Zdravko Zovko | FRG Alemanha Ocidental Jochen Fraatz Thomas Happe Arnulf Meffle Rüdiger Neitzel Michael Paul Dirk Rauin Siegfried Roch Michael Roth Ulrich Roth Martin Schwalb Uwe Schwenker Thomas Springel Andreas Thiel Klaus Wöller Erhard Wunderlich | ROU Romênia Mircea Bedivan Dumitru Berbece Iosif Boroş Alexandru Buligan Gheorghe Covaciu Gheorghe Dogărescu Marian Dumitru Cornel Durău Alexandru Fölker Nicolae Munteanu Vasile Oprea Adrian Simion Vasile Stîngă Neculai Vasilcă Maricel Voinea                                               |
| Seul 1988 (detalhes)        | URS União Soviética Vyacheslav Atavin Igor Chumak Valery Gopin Aleksandr Karshakevich Andrey Lavrov Yuri Nesterov Voldemaras Novickis Aleksandr Rymanov Konstantin Sharovarov Yuri Shevtsov Georgi Sviridenko Aleksandr Tuchkin Andrey Tyumentsev Mikhail Vasilev                                                                                   | KOR Coreia do Sul Choi Suk-jae Kang Jae-won Kim Jae-hwan Koh Suk-chang Lee Sang-hyo Lim Jin-suk Noh Hyun-suk Oh Young-ki Park Do-hun Park Young-dae Shim Jae-hong Shin Young-suk Yoon Tae-il | YUG Iugoslávia Mirko Bašić Jožef Holpert Boris Jarak Slobodan Kuzmanovski Muhamed Memić Alvaro Načinović Goran Perkovac Zlatko Portner Iztok Puc Rolando Pušnik Momir Rnić Zlatko Saračević Irfan Smajlagić Ermin Velić Veselin Vujović                                                          |
| Barcelona 1992 (detalhes)   | EUN Equipa Unificada Andrey Barbashinsky Serhiy Bebeshko Igor Chumak Talant Duyshebaev Yuriy Gavrilov Valery Gopin Oleg Grebnev Oleg Kiselyov Vasily Kudinov Andrey Lavrov Igor Vasilev Mikhail Yakimovich | SWE Suécia Magnus Andersson Robert Andersson Anders Bäckegren Per Carlén Magnus Cato Erik Hajas Robert Hedin Patrik Liljestrand Ola Lindgren Mats Olsson Staffan Olsson Axel Sjöblad Tommy Souraniemi Tomas Svensson Pierre Thorsson Magnus Wislander | FRA França Philippe Debureau Philippe Gardent Denis Lathoud Pascal Mahé Philippe Médard Gaël Monthurel Laurent Munier Frédéric Perez Alain Portes Thierry Perreux Éric Quintin Jackson Richardson Stéphane Stoecklin Jean-Luc Thiébaut Denis Tristant Frédéric Volle                             |
| Atlanta 1996 (detalhes)     | CRO Croácia Patrik Čavar Valner Franković Slavko Goluža Bruno Gudelj Vladimir Jelčić Božidar Jović Nenad Kljaić Venio Losert Valter Matošević Zoran Mikulić Alvaro Načinović Goran Perkovac Iztok Puc Zlatko Saračević Irfan Smajlagić Vladimir Šuster                                                                                              | SWE Suécia Magnus Andersson Robert Andersson Per Carlén Martin Frändesjö Erik Hajas Robert Hedin Andreas Larsson Ola Lindgren Stefan Lövgren Mats Olsson Staffan Olsson Johan Petersson Tomas Svensson Tomas Sivertsson Pierre Thorsson Magnus Wislander | ESP Espanha Talant Duyshebaev Salvador Esquer Aitor Etxaburu Jesús Fernández Oceja Jaume Fort Mateo Garralda Raúl González Rafael Guijosa Fernando Hernández José Javier Hombrados Demetrio Lozano Jordi Nuñez Jesús Olalla Juan Pérez Iñaki Urdangarin Alberto Urdiales                         |
| Sydney 2000 (detalhes)      | RUS Rússia Dmitry Filippov Vyacheslav Gorpishin Oleg Khodkov Eduard Koksharov Denis Krivoshlykov Vasily Kudinov Stanislav Kulinchenko Dmitry Kuzelev Andrey Lavrov Igor Lavrov Sergey Pogorelov Pavel Sukosyan Dmitri Torgovanov Aleksandr Tuchkin Lev Voronin                                                                                      | SWE Suécia Magnus Andersson Martin Boquist Martin Frändesjö Mathias Franzén Peter Gentzel Andreas Larsson Ola Lindgren Stefan Lövgren Staffan Olsson Johan Petersson Tomas Svensson Tomas Sivertsson Pierre Thorsson Ljubomir Vranjes Magnus Wislander | ESP Espanha David Barrufet Talant Duyshebaev Mateo Garralda Rafael Guijosa Demetrio Lozano Enric Masip Jordi Nuñez Jesús Olalla Juan Pérez Xavier O'Callaghan Antonio Carlos Ortega Antonio Ugalde Iñaki Urdangarin Alberto Urdiales Andrei Xepkin                                               |
| Atenas 2004 (detalhes)      | CRO Croácia Ivano Balić Davor Dominiković Mirza Džomba Slavko Goluža Nikša Kaleb Blaženko Lacković Venio Losert Valter Matošević Petar Metličić Vlado Šola Denis Špoljarić Goran Šprem Igor Vori Vedran Zrnić | GER Alemanha Markus Baur Frank von Behren Mark Dragunski Henning Fritz Pascal Hens Jan Olaf Immel Torsten Jansen Florian Kehrmann Stefan Kretzschmar Klaus-Dieter Petersen Christian Ramota Christian Schwarzer Daniel Stephan Christian Zeitz Volker Zerbe | RUS Rússia Mikhail Chipurin Aleksandr Gorbatikov Vyacheslav Gorpishin Vitali Ivanov Eduard Koksharov Alexey Kostygov Denis Krivoshlykov Vasily Kudinov Oleg Kuleshov Andrey Lavrov Sergey Pogorelov Alexey Rastvortsev Dmitri Torgovanov Aleksandr Tuchkin                                       |
| Pequim 2008 (detalhes)      | FRA França Luc Abalo Joël Abati Cédric Burdet Didier Dinart Jérôme Fernandez Bertrand Gille Guillaume Gille Olivier Girault Michaël Guigou Nikola Karabatić Daouda Karaboué Christophe Kempe Daniel Narcisse Thierry Omeyer Cédric Paty | ISL Islândia Sturla Ásgeirsson Arnór Atlason Logi Geirsson Snorri Guðjónsson Hreiðar Guðmundsson Róbert Gunnarsson Björgvin Páll Gústavsson Ásgeir Örn Hallgrímsson Ingimundur Ingimundarson Sverre Andreas Jakobsson Alexander Petersson Guðjón Valur Sigurðsson Sigfús Sigurðsson Ólafur Stefánsson                                                           | ESP Espanha David Barrufet Jon Belaustegui David Davis Alberto Entrerríos Raúl Entrerríos Rubén Garabaya Juanín García José Javier Hombrados Demetrio Lozano Cristian Malmagro Carlos Prieto Albert Rocas Iker Romero Víctor Tomás                                                               |
| Londres 2012 (detalhes)     | FRA França Jérôme Fernandez Didier Dinart Xavier Barachet Guillaume Gille Bertrand Gille Daniel Narcisse Guillaume Joli Samuel Honrubia Daouda Karaboué Nikola Karabatić Thierry Omeyer William Accambray Luc Abalo Cédric Sorhaindo Michaël Guigou                                                                                                 | SWE Suécia Mattias Andersson Mattias Gustafsson Kim Andersson Jonas Källman Magnus Jernemyr Niclas Ekberg Dalibor Doder Jonas Larholm Tobias Karlsson Johan Jakobsson Johan Sjöstrand Fredrik Petersen Kim Ekdahl du Rietz Mattias Zachrisson Andreas Nilsson                                                                                                   | CRO Croácia Venio Losert Ivano Balić Domagoj Duvnjak Blaženko Lacković Marko Kopljar Igor Vori Jakov Gojun Zlatko Horvat Drago Vuković Damir Bičanić Denis Buntić Mirko Alilović Manuel Štrlek Ivan Čupić Ivan Ninčević                                                                          |
| Rio 2016 (detalhes)         | DEN Dinamarca Niklas Landin Jacobsen Mads Christiansen Mads Mensah Larsen Casper Ulrich Mortensen Jesper Nøddesbo Jannick Green Lasse Svan Hansen Rene Toft Hansen Henrik Møllgaard Kasper Søndergaard Henrik Toft Hansen Mikkel Hansen Morten Olsen Michael Damgaard                                                                               | FRA França Olivier Nyokas Daniel Narcisse Vincent Gérard Nikola Karabatić Kentin Mahé Mathieu Grébille Thierry Omeyer Timothey N'Guessan Luc Abalo Cédric Sorhaindo Michaël Guigou Luka Karabatić Ludovic Fabregas Adrien Dipanda Valentin Porte | GER Alemanha Uwe Gensheimer Finn Lemke Patrick Wiencek Tobias Reichmann Fabian Wiede Silvio Heinevetter Hendrik Pekeler Steffen Weinhold Martin Strobel Steffen Fath Kai Häfner Andreas Wolff Julius Kühn Christian Dissinger Paul Drux                                                          |
| Tóquio 2020 (detalhes)      | FRA França Nedim Remili Romain Lagarde Melvyn Richardson Dika Mem Nicolas Tournat Vincent Gérard Nikola Karabatić Kentin Mahé Yann Genty Timothey N'Guessan Luc Abalo Michaël Guigou Luka Karabatić Ludovic Fabregas Hugo Descat Valentin Porte | DEN Dinamarca Niklas Landin Jacobsen Magnus Landin Jacobsen Emil Jakobsen Magnus Saugstrup Lasse Svan Kevin Møller Henrik Møllgaard Mads Mensah Larsen Henrik Toft Hansen Mikkel Hansen Morten Olsen Jóhan Hansen Lasse Andersson Jacob Holm Mathias Gidsel | ESP Espanha Gonzalo Pérez de Vargas Eduardo Gurbindo Jorge Maqueda Ángel Fernández Pérez Raúl Entrerríos Alex Dujshebaev Daniel Sarmiento Rodrigo Corrales Julen Aguinagalde Ferran Solé Adrià Figueras Viran Morros Antonio García Robledo Aleix Gómez Gedeón Guardiola Miguel Sánchez-Migallón |
| Paris 2024 (detalhes)       | DEN Dinamarca Niklas Landin Jacobsen Niclas Kirkeløkke Magnus Landin Jacobsen Emil Jakobsen Rasmus Lauge Emil Nielsen Magnus Saugstrup Hans Lindberg Mathias Gidsel Henrik Møllgaard Mikkel Hansen Lukas Jørgensen Lasse Andersson Simon Hald Thomas Sommer Arnoldsen Simon Pytlick                                                                 | GER Alemanha David Späth Johannes Golla Luca Witzke Sebastian Heymann Justus Fischer Juri Knorr Julian Köster Renārs Uščins Kai Häfner Tim Hornke Andreas Wolff Rune Dahmke Lukas Mertens Christoph Steinert Marko Grgić Jannik Kohlbacher | ESP Espanha Gonzalo Pérez de Vargas Jorge Maqueda Alex Dujshebaev Rodrigo Corrales Adrià Figueras Imanol Garciandia Abel Serdio Agustín Casado Aleix Gómez Ian Tarrafeta Miguel Sánchez-Migallón Daniel Dujshebaev Kauldi Odriozola Daniel Fernández Javier Rodríguez                            |

## Feminino

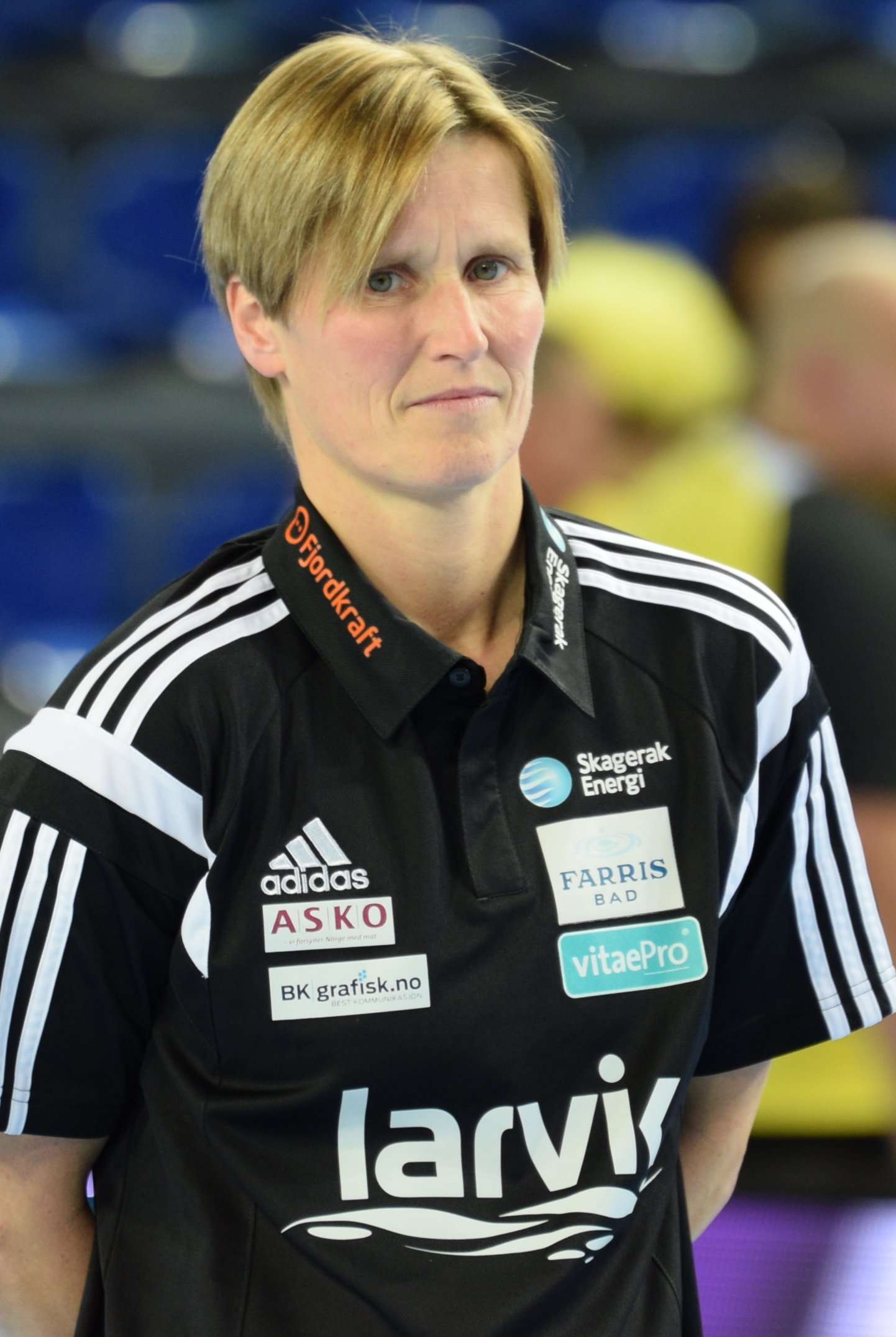
Lene Rantala, bicampeã pela Dinamarca em 1996 e 2000

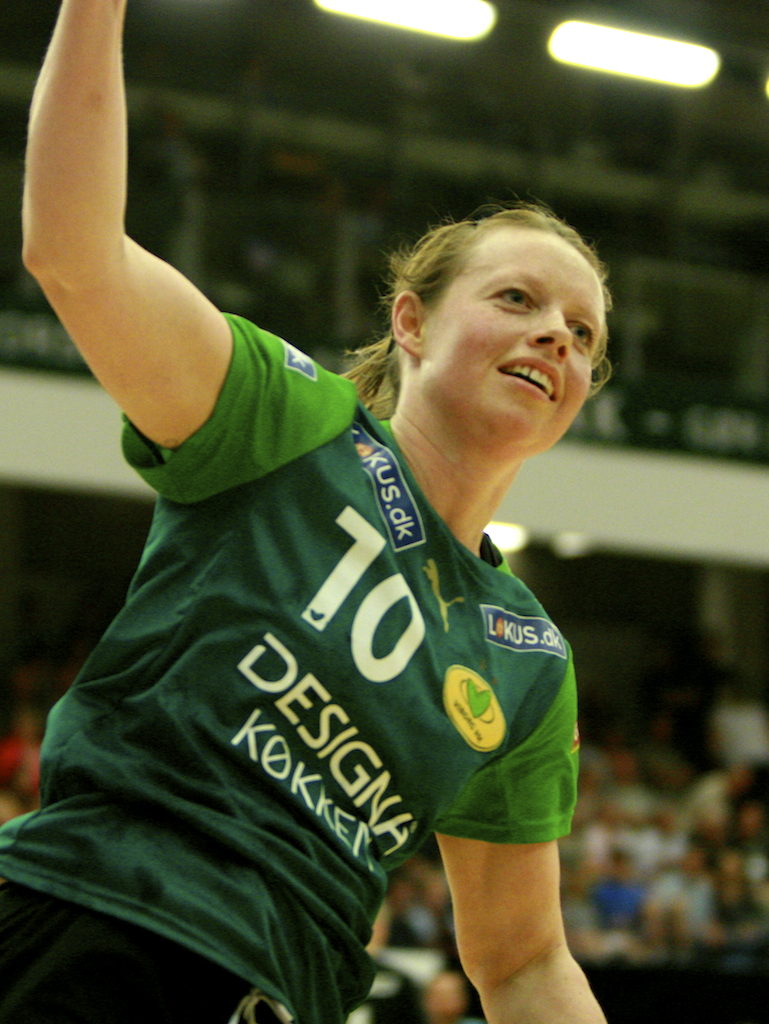
Henriette Mikkelsen, campeã pela Dinamarca em 2004

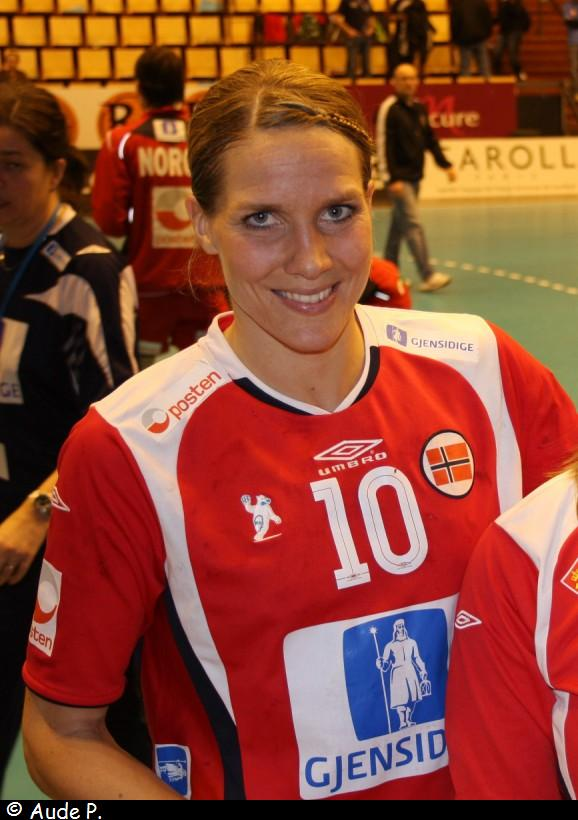
Gro Hammerseng, campeã pela Noruega em 2008

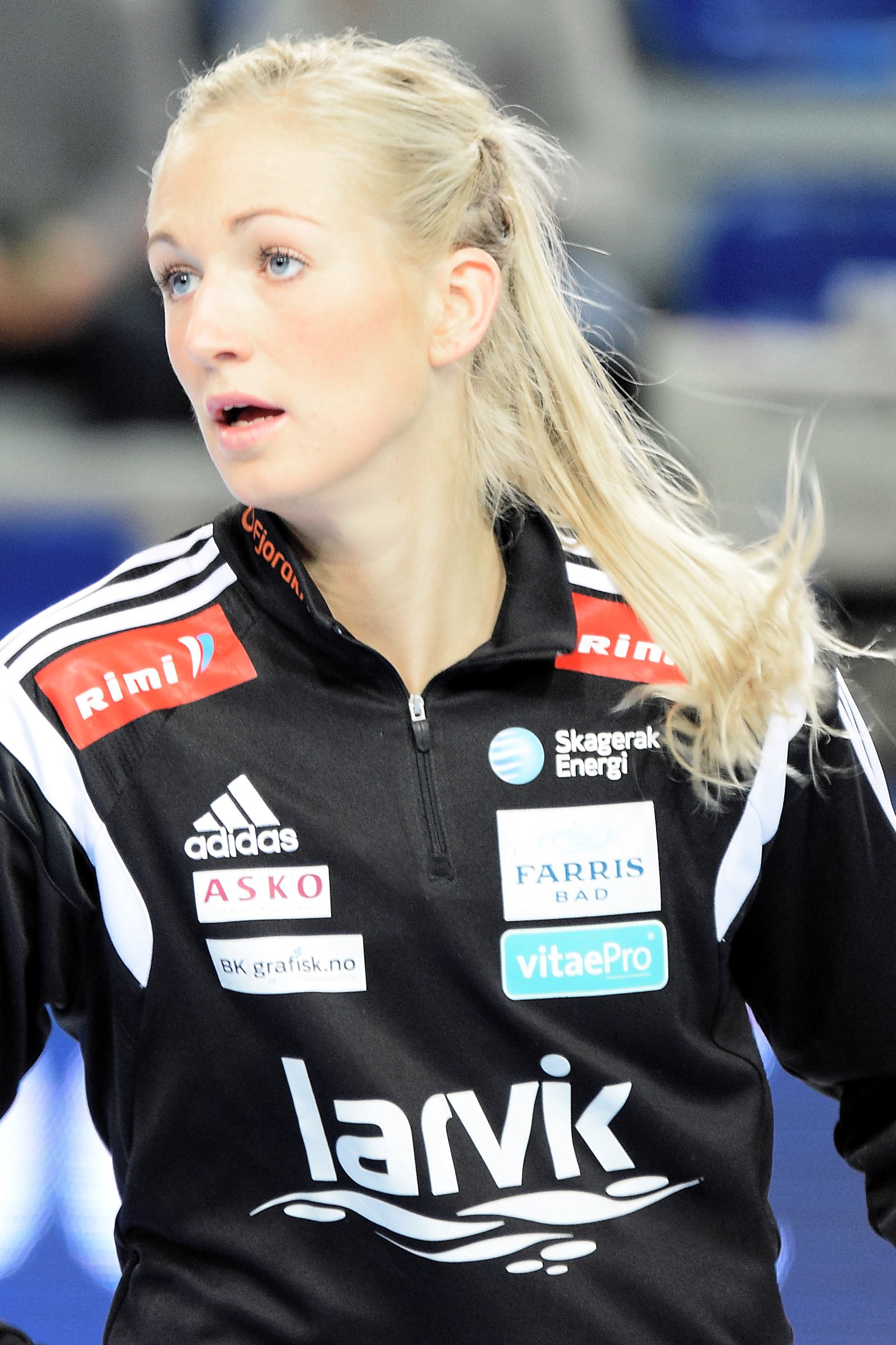
Linn Jørum Sulland, campeã pela Noruega em 2012

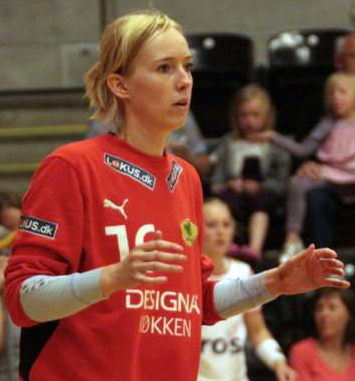
Katrine Lunde, bicampeã pela Noruega em 2008 e 2012

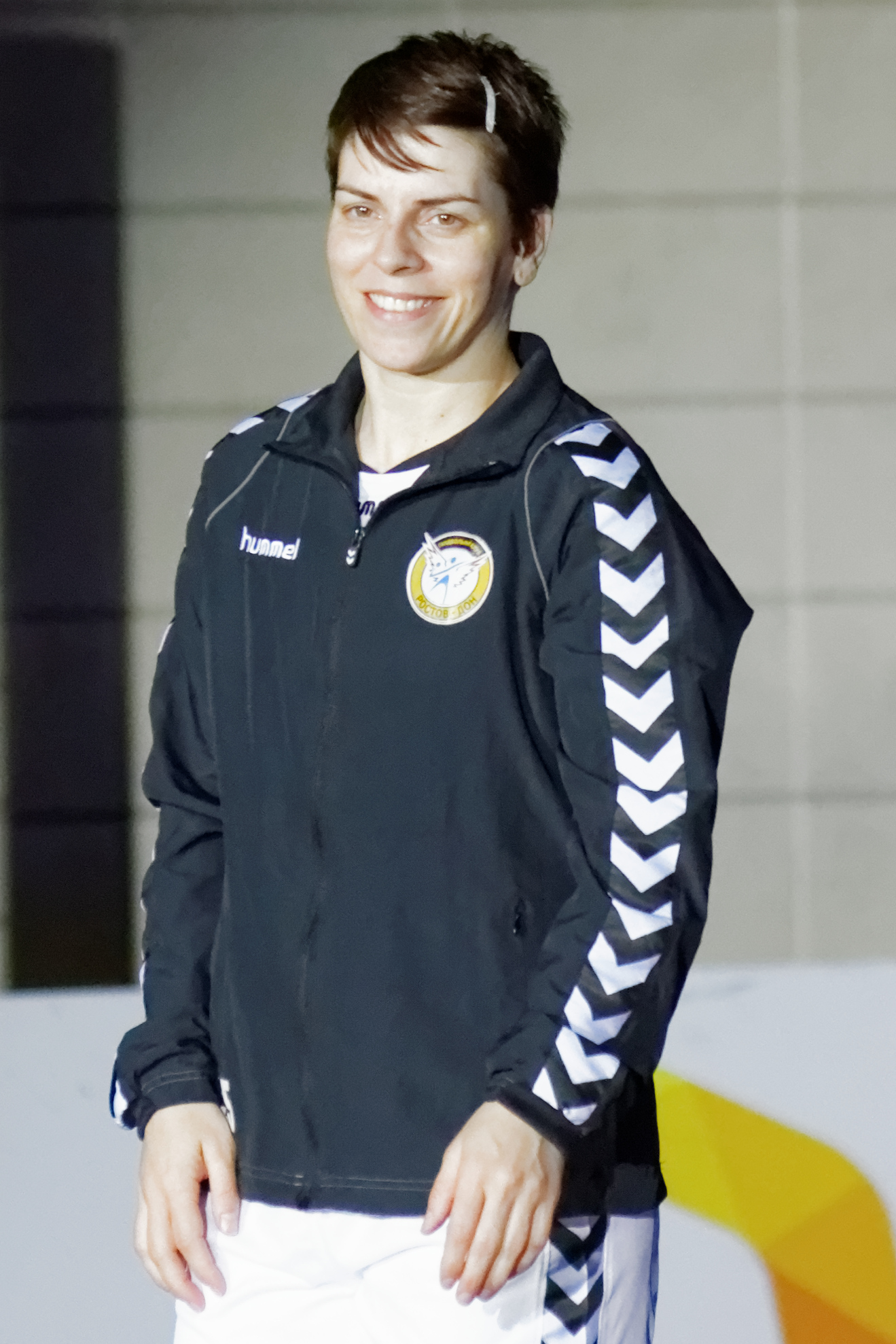
Ana Đokić, vice-campeã por Montenegro em 2012

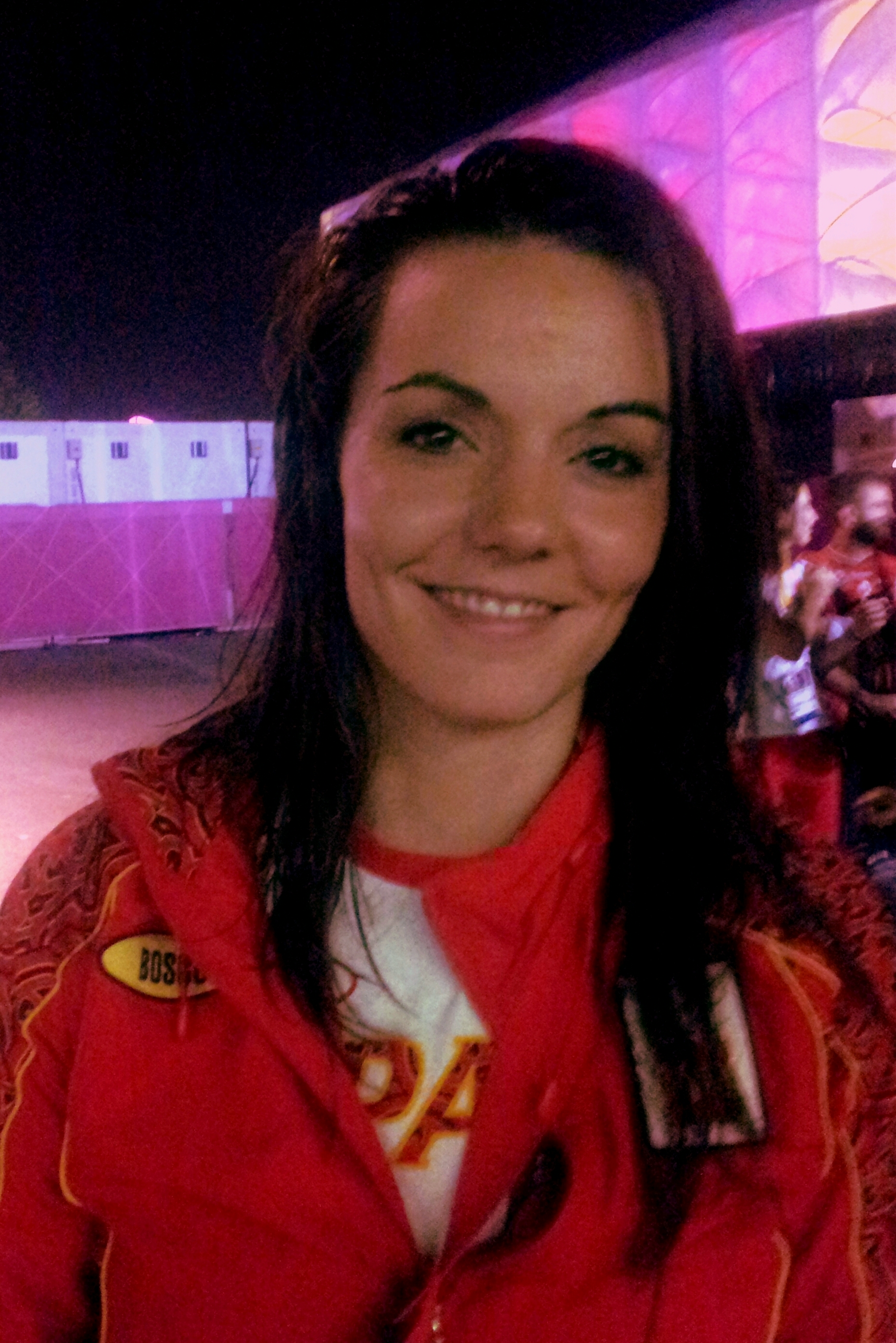
Beatriz Fernández, medalha de bronze pela Espanha em 2012

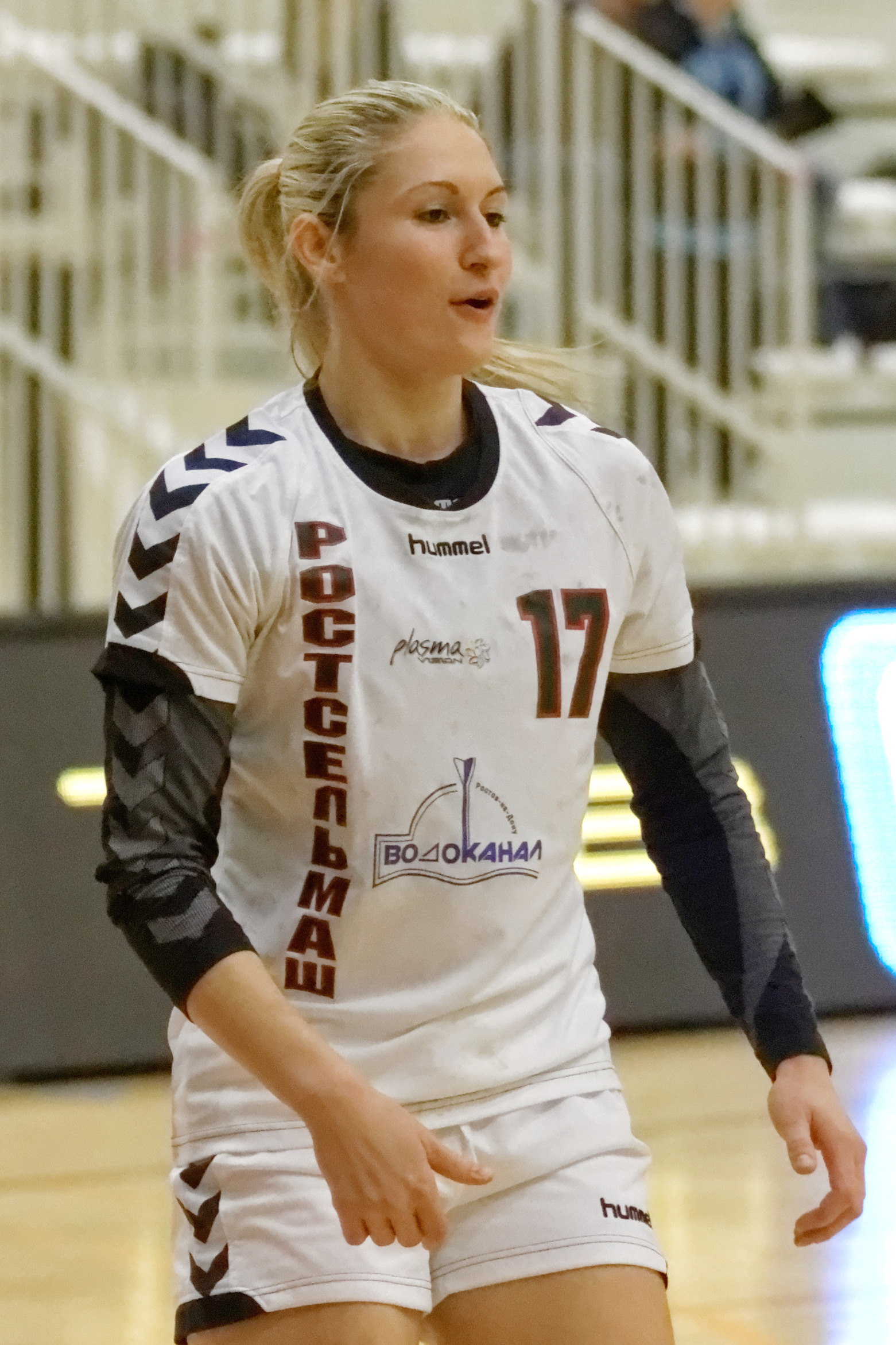
Vladlena Bobrovnikova, campeã pela Rússia em 2016

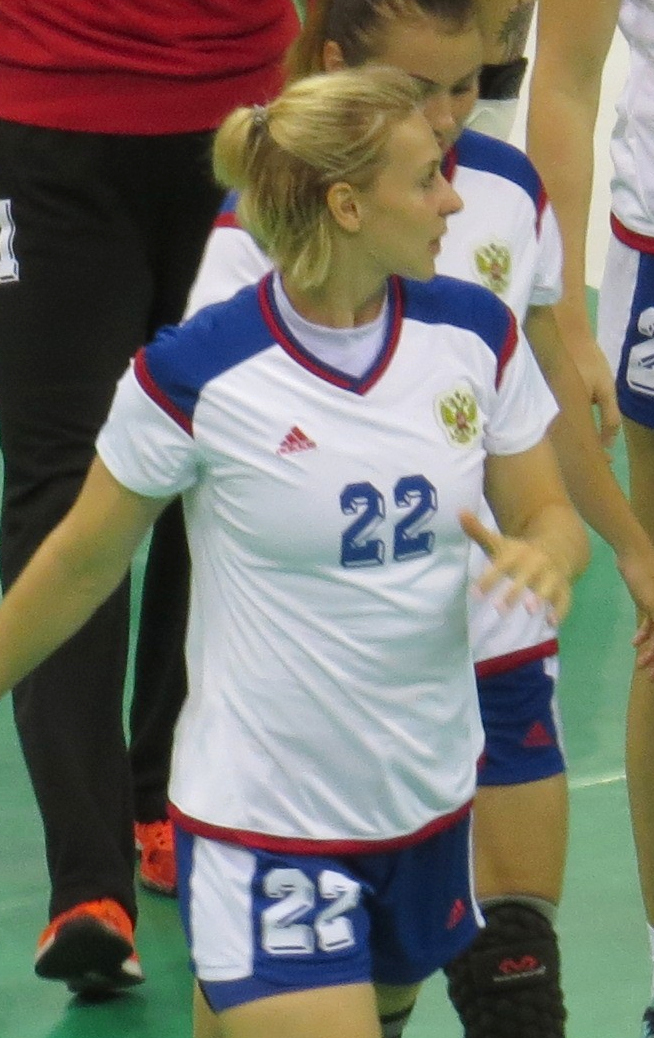
Yekaterina Marennikova, campeã pela Rússia em 2016

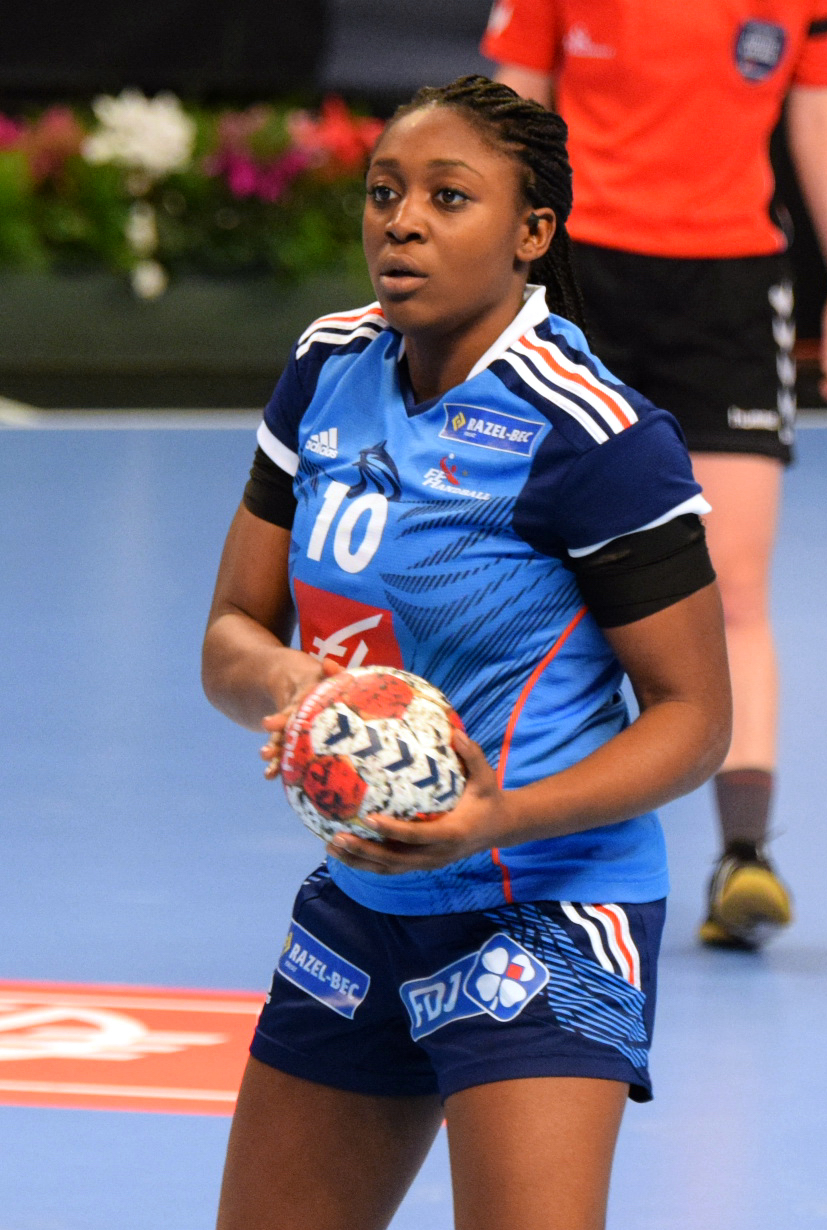
Grâce Zaadi, campeã pela França em 2020

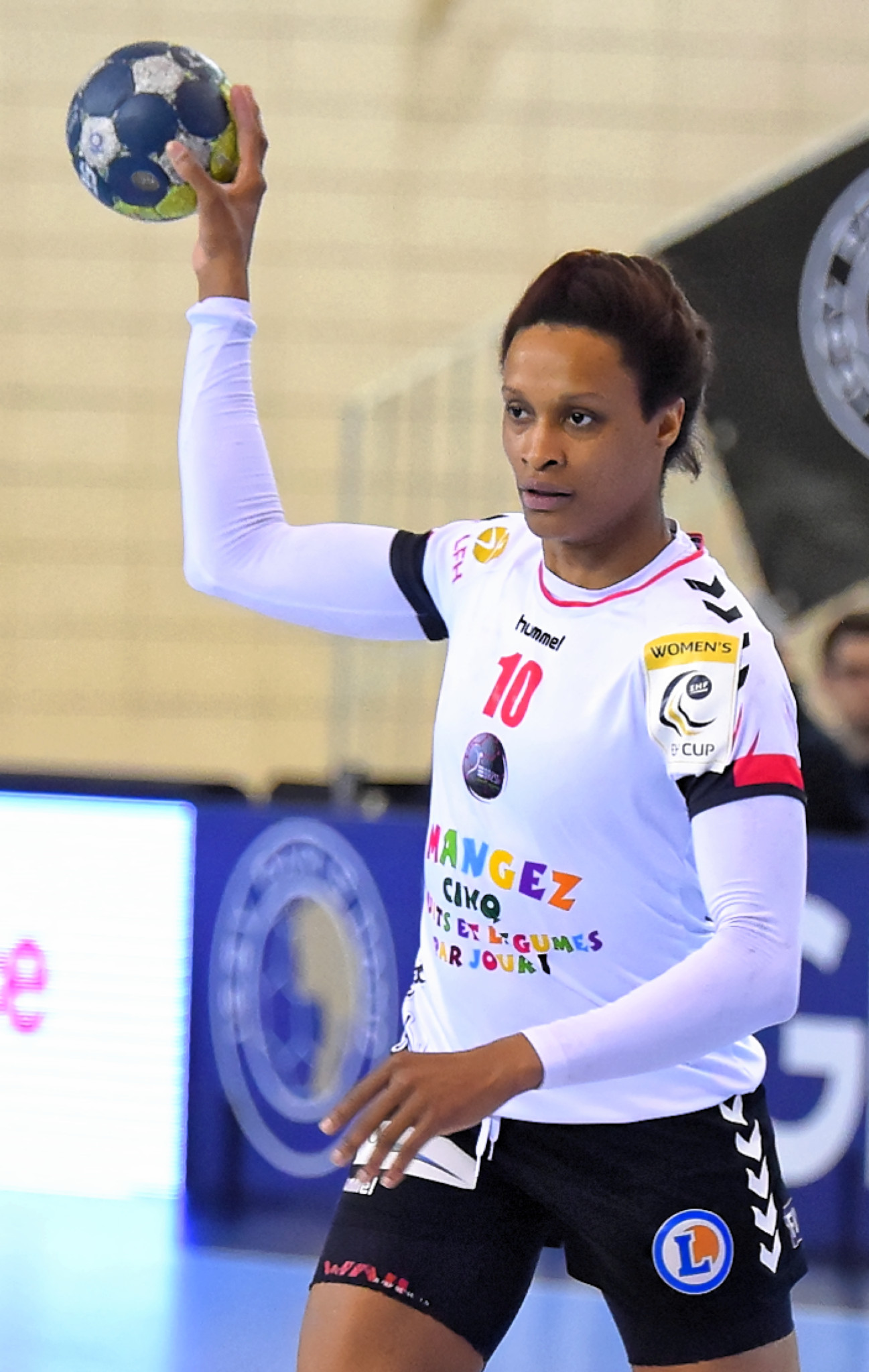
Allison Pineau, campeã pela França em 2020

| Evento                      | Ouro | Prata | Bronze |
| --------------------------- | --- | --- | --- |
| Montreal 1976 (detalhes)    | URS União Soviética Lyubov Odynokova Lyudmyla Bobrus Aldona Česaitytė Tetyana Hlushchenko Larysa Karlova Mariya Litoshenko Nina Lobova Tetyana Kocherhina Lyudmyla Panchuk Rafiga Shabanova Nataliya Tymoshkina Lyudmila Shubina Zinaida Turchyna Halyna Zakharova                                    | GDR Alemanha Oriental Gabriele Badorek Hannelore Burosch Roswitha Krause Waltraud Kretzschmar Evelyn Matz Liane Michaelis Eva Paskuy Kristina Richter Christina Rost Silvia Siefert Marion Tietz Petra Uhlig Christina Voß Hannelore Zober                               | HUN Hungria Éva Angyal Mária Berzsenyi Ágota Bujdosó Klára Csíkné Zsuzsanna Kéziné Katalin Lakiné Rozália Lelkesné Márta Megyeriné Ilona Nagy Marianna Nagy Erzsébet Németh Amália Sterbinszky Borbála Tóth Harsányi Mária Vadászné                                              |
| Moscou 1980 (detalhes)      | URS União Soviética Larysa Karlova Tetyana Kocherhina Valentyna Lutayeva Aldona Nenėnienė Lyubov Odynokova Iryna Palchykova Lyudmila Poradnyk Yuliya Safina Larisa Savkina Sigita Strečen Nataliya Tymoshkina Zinaida Turchyna Olha Zubaryeva                                                         | YUG Iugoslávia Svetlana Anastasovska Mirjana Đurica Radmila Drljača Katica Ileš Slavica Jeremić Svetlana Kitić Jasna Kolar Vesna Milosević Mirjana Ognjenović Vesna Radović Radmila Savić Ana Titlić Biserka Višnjić Zorica Vojinović                                    | GDR Alemanha Oriental Birgit Heinecke Roswitha Krause Waltraud Kretzschmar Katrin Krüger Kornelia Kunisch Evelyn Matz Kristina Richter Christina Rost Sabine Röther Renate Rudolph Marion Tietz Petra Uhlig Claudia Wunderlich Hannelore Zober                                   |
| Los Angeles 1984 (detalhes) | YUG Iugoslávia Svetlana Anastasovska Alenka Cuderman Svetlana Dašić-Kitić Slavica Đukić Dragica Đurić Mirjana Đurica Emilija Erčić Ljubinka Janković Jasna Kolar Ljiljana Mugoša Svetlana Mugoša Mirjana Ognjenović Zorica Pavićević Jasna Ptujec Biserka Višnjić                                     | KOR Coreia do Sul Han Hwa-soo Jeong Hyoi-soon Jeung Soon-bok Kim Choon-rye Kim Kyung-soon Kim Mi-sook Kim Ok-hwa Lee Soon-ei Lee Young-ja Shon Mi-na Sung Kyung-hwa Yoon Byung-soon Yoon Soo-kyung                                                                       | CHN China Chen Zhen Gao Xiumin He Jianping Li Lan Liu Liping Liu Yumei Sun Xiulan Wang Linwei Wang Mingxing Wu Xingjiang Zhang Weihong Zhang Peijun Zhu Juefeng |
| Seul 1988 (detalhes)        | KOR Coreia do Sul Han Hyun-sook Ki Mi-sook Kim Choon-rye Kim Hyun-mee Kim Kyung-soon Kim Myung-soon Lee Ki-soon Lim Mi-kyung Shon Mi-na Song Ji-hyun Suk Min-hee Sung Kyung-hwa Lee Mi-young | NOR Noruega Kjerstin Andersen Berit Digre Marthe Eliasson Susann Goksør Trine Haltvik Hanne Hegh Hanne Hogness Vibeke Johnsen Kristin Midthun Karin Pettersen Karin Singstad Annette Skotvoll Ingrid Steen Heidi Sundal Cathrine Svendsen                                | URS União Soviética Natalya Anisimova Maryna Bazanova Tatyana Djandjgava Elina Guseva Tetyana Horb Larysa Karlova Natalya Lapitskaya Svitlana Mankova Nataliya Matryuk Natalya Morskova Olena Nemashkalo Nataliya Rusnachenko Olha Semenova Yevheniya Tovstohan Zinaida Turchyna |
| Barcelona 1992 (detalhes)   | KOR Coreia do Sul Cha Jae-kyung Han Hyun-sook Han Sun-hee Hong Jeong-ho Jang Ri-ra Kim Hwa-sook Lee Ho-youn Lee Mi-young Lim O-kyeong Min Hye-sook Moon Hyang-ja Nam Eun-young Oh Seong-ok Park Jeong-lim Park Kap-sook                                                                               | NOR Noruega Hege Kirsti Frøseth Tonje Sagstuen Hanne Hogness Heidi Sundal Susann Goksør Cathrine Svendsen Mona Dahle Siri Eftedal Henriette Henriksen Ingrid Steen Karin Pettersen Annette Skotvoll Kristine Duvholt Heidi Tjugum                                        | EUN Equipa Unificada Natalya Anisimova Maryna Bazanova Svetlana Bogdanova Galina Borzenkova Natalya Deryugina Tatyana Djandjgava Lyudmila Gudz Elina Guseva Tetyana Horb Larisa Kiselyova Natalya Morskova Galina Onoprienko Svetlana Pryakhina                                  |
| Atlanta 1996 (detalhes)     | DEN Dinamarca Anja Andersen Camilla Andersen Kristine Andersen Heidi Astrup Tina Bøttzau Marianne Florman Conny Hamann Anja Hansen Anette Hoffman Tonje Kjærgaard Janne Kolling Susanne Lauritsen Gitte Madsen Lene Rantala Gitte Sunesen Anne Dorthe Tanderup                                        | KOR Coreia do Sul Cho Eun-hee Han Sun-hee Hong Jeong-ho Huh Soon-young Kim Cheong-sim Kim Eun-mi Kim Jeong-mi Kim Mi-sim Kim Rang Kwag Hye-jeong Lee Sang-eun Lim O-kyeong Moon Hyang-ja Oh Seong-ok Oh Yong-ran Park Jeong-lim                                          | HUN Hungria Éva Erdős Andrea Farkas Beáta Hoffmann Anikó Kántor Erzsébet Kocsis Beatrix Kökény Eszter Mátéfi Auguszta Mátyás Anikó Meksz Anikó Nagy Helga Németh Ildikó Pádár Beáta Siti Anna Szántó Katalin Szilágyi Beatrix Tóth                                               |
| Sydney 2000 (detalhes)      | DEN Dinamarca Lene Rantala Camilla Andersen Tina Bøttzau Janne Kolling Tonje Kjærgaard Karen Brødsgaard Katrine Fruelund Maja Grønbæk Christina Hansen Anette Hoffman Lotte Kiærskou Karin Mortensen Anja Nielsen Rikke Petersen Mette Vestergaard                                                    | HUN Hungria Beatrix Balogh Rita Deli Ágnes Farkas Andrea Farkas Anikó Kántor Beatrix Kökény Anita Kulcsár Dóra Lőwy Anikó Nagy Ildikó Pádár Katalin Pálinger Krisztina Pigniczki Bojana Radulovics Judith Simics Beáta Siti                                              | NOR Noruega Kristine Duvholt Trine Haltvik Heidi Tjugum Susann Goksør Bjerkrheim Ann Cathrin Eriksen Kjersti Grini Elisabeth Hilmo Mia Hundvin Tonje Larsen Cecilie Leganger Jeanette Nilsen Marianne Rokne Brigitte Sættem Monica Sandve Else-Marthe Sørlie                     |
| Atenas 2004 (detalhes)      | DEN Dinamarca Louise Nørgaard Rikke Skov Henriette Mikkelsen Mette Vestergaard Rikke Jørgensen Camilla Thomsen Karin Mortensen Lotte Kiærskou Trine Jensen Katrine Fruelund Rikke Petersen-Schmidt Kristine Andersen Karen Brødsgaard Line Daugaard Josephine Touray                                  | KOR Coreia do Sul Oh Yong-ran Woo Sun-hee Huh Soon-young Lee Gong-joo Jang So-hee Kim Hyun-ok Kim Cha-youn Oh Seong-ok Huh Young-sook Moon Kyeong-ha Lim O-kyeong Lee Sang-eun Myoung Bok-hee Choi Im-jeong Moon Pil-hee                                                 | UKR Ucrânia Nataliya Borysenko Ganna Burmystrova Tetyana Shynkarenko Maryna Vergelyuk Olena Yatsenko Ganna Siukalo Olena Radchenko Olena Tsygitsa Galyna Markushevska Lyudmyla Shevchenko Iryna Honcharova Nataliya Lyapina Anastasiya Borodina Larysa Zaspa Oxana Rayhel        |
| Pequim 2008 (detalhes)      | NOR Noruega Ragnhild Aamodt Karoline Dyhre Breivang Marit Malm Frafjord Gro Hammerseng Katrine Lunde Haraldsen Kari Aalvik Grimsbø Kari Mette Johansen Tonje Larsen Kristine Lunde Else-Marthe Sørlie Lybekk Tonje Nøstvold Katja Nyberg Linn-Kristin Riegelhuth Gøril Snorroeggen                    | RUS Rússia Yekaterina Andryushina Irina Bliznova Yelena Dmitriyeva Anna Kareyeva Yekaterina Marennikova Yelena Polenova Irina Poltoratskaya Lyudmila Postnova Oxana Romenskaya Natalia Shipilova Maria Sidorova Inna Suslina Emiliya Turey Yana Uskova                   | KOR Coreia do Sul An Jung-hwa Bae Min-hee Choi Im-jeong Hong Jeong-ho Huh Soon-young Kim Cha-youn Kim Nam-sun Kim On-a Lee Min-hee Moon Pil-hee Oh Seong-ok Oh Yong-ran Park Chung-hee Song Hai-rim                                                                              |
| Londres 2012 (detalhes)     | NOR Noruega Kari Aalvik Grimsbø Karoline Næss Ida Alstad Heidi Løke Tonje Nøstvold Karoline Dyhre Breivang Kristine Lunde-Borgersen Kari Mette Johansen Marit Malm Frafjord Linn Jørum Sulland Katrine Lunde Haraldsen Linn-Kristin Riegelhuth Koren Gøril Snorroeggen Amanda Kurtović Camilla Herrem | MNE Montenegro Marina Vukčević Radmila Miljanić Jovanka Radičević Ana Đokić Marija Jovanović Ana Radović Anđela Bulatović Sonja Barjaktarović Maja Savić Bojana Popović Jasna Tošković Suzana Lazović Katarina Bulatović Majda Mehmedović Milena Knežević                | ESP Espanha Andrea Barnó Carmen Martín Nely Carla Alberto Beatriz Fernández Verónica Cuadrado Marta Mangué Macarena Aguilar Silvia Navarro Jessica Alonso Elisabet Chávez Elisabeth Pinedo Begoña Fernández Vanessa Amorós Patricia Elorza Mihaela Ciobanu                       |
| Rio 2016 (detalhes)         | RUS Rússia Anna Sedoykina Polina Kuznetsova Daria Dmitrieva Anna Sen Olga Akopyan Anna Vyakhireva Marina Sudakova Vladlena Bobrovnikova Victoria Jilinskayte Yekaterina Marennikova Irina Bliznova Ekaterina Ilina Maya Petrova Tatyana Yerokhina Victoriya Kalinina                                  | FRA França Laura Glauser Blandine Dancette Camille Ayglon Allison Pineau Laurisa Landre Grace Zaadi Marie Prouvensier Amandine Leynaud Manon Houette Siraba Dembélé Chloé Bulleux Tamara Horacek Béatrice Edwige Estelle Nze Minko Gnonsiane Niombla Alexandra Lacrabère | NOR Noruega Kari Aalvik Grimsbø Mari Molid Emilie Hegh Arntzen Veronica Kristiansen Ida Alstad Heidi Løke Nora Mørk Stine Bredal Oftedal Marit Malm Frafjord Katrine Lunde Linn-Kristin Riegelhuth Koren Amanda Kurtović Camilla Herrem Sanna Solberg                            |
| Tóquio 2020 (detalhes)      | FRA França Méline Nocandy Blandine Dancette Pauline Coatanea Chloé Valentini Allison Pineau Coralie Lassource Grâce Zaadi Deuna Amandine Leynaud Kalidiatou Niakaté Cléopatre Darleux Océane Sercien-Ugolin Laura Flippes Béatrice Edwige Pauletta Foppa Estelle Nze Minko Alexandra Lacrabère        | ROC Anna Sedoykina Polina Kuznetsova Polina Gorshkova Daria Dmitrieva Anna Sen Anna Vyakhireva Polina Vedekhina Vladlena Bobrovnikova Kseniya Makeyeva Elena Mikhaylichenko Olga Fomina Ekaterina Ilina Yulia Managarova Antonina Skorobogatchenko Victoriya Kalinina    | NOR Noruega Henny Reistad Veronica Kristiansen Marit Malm Frafjord Stine Skogrand Nora Mørk Stine Bredal Oftedal Silje Solberg Kari Brattset Dale Katrine Lunde Marit Røsberg Jacobsen Camilla Herrem Sanna Solberg-Isaksen Kristine Breistøl Marta Tomac Vilde Johansen         |
| Paris 2024 (detalhes)       | NOR Noruega Veronica Kristiansen Maren Nyland Aardahl Stine Skogrand Nora Mørk Stine Bredal Oftedal Silje Solberg-Østhassel Kari Brattset Dale Kristine Breistøl Vilde Ingstad Katrine Lunde Marit Røsberg Jacobsen Camilla Herrem Sanna Solberg-Isaksen Henny Reistad Thale Rushfeldt Deila          | FRA França Laura Glauser Méline Nocandy Alicia Toublanc Chloé Valentini Coralie Lassource Grâce Zaadi Cléopatre Darleux Laura Flippes Orlane Kanor Tamara Horacek Pauletta Foppa Estelle Nze Minko Oriane Ondono Lucie Granier Sarah Bouktit Léna Grandveau Hatadou Sako | DEN Dinamarca Sandra Toft Sarah Iversen Helena Elver Anne Mette Hansen Kathrine Heindahl Line Haugsted Althea Reinhardt Mette Tranborg Kristina Jørgensen Trine Østergaard Louise Burgaard Mie Højlund Emma Friis Rikke Iversen Michala Møller                                   |

## Estatísticas

### Por país
Número de medalhas por edição:
| Nação                  | 36 | 48–68 | 72 | 76 | 80 | 84 | 88 | 92 | 96 | 00 | 04 | 08 | 12 | 16 | 20 | 24 | Total |
| ---------------------- | -- | ----- | -- | -- | -- | -- | -- | -- | -- | -- | -- | -- | -- | -- | -- | -- | ----- |
| FRA França             | 0  |       | 0  | 0  | 0  | 0  | 0  | 1  | 0  | 0  | 0  | 1  | 1  | 2  | 2  | 1  | 8     |
| NOR Noruega            | 0  |       | 0  | 0  | 0  | 0  | 1  | 1  | 0  | 1  | 0  | 1  | 1  | 1  | 1  | 1  | 8     |
| KOR Coreia do Sul      | 0  |       | 0  | 0  | 0  | 1  | 2  | 1  | 1  | 0  | 1  | 1  | 0  | 0  | 0  | 0  | 7     |
| DEN Dinamarca          | 0  |       | 0  | 0  | 0  | 0  | 0  | 0  | 1  | 1  | 1  | 0  | 0  | 1  | 1  | 2  | 7     |
| ESP Espanha            | 0  |       | 0  | 0  | 0  | 0  | 0  | 0  | 1  | 1  | 0  | 1  | 1  | 0  | 1  | 1  | 6     |
| URS União Soviética    | 0  |       | 0  | 2  | 2  | 0  | 2  |    |    |    |    |    |    |    |    |    | 6     |
| YUG Iugoslávia         | 0  |       | 1  | 0  | 1  | 2  | 1  |    |    |    |    |    |    |    |    |    | 5     |
| GER Alemanha           | 1  |       | 0  | 0  | 0  | 0  | 0  | 0  | 0  | 0  | 1  | 0  | 0  | 1  | 0  | 1  | 4     |
| ROU Romênia            | 0  |       | 1  | 1  | 1  | 1  | 0  | 0  | 0  | 0  | 0  | 0  | 0  | 0  | 0  | 0  | 4     |
| RUS Rússia             | 0  |       | 0  | 0  | 0  | 0  | 0  | 0  | 0  | 1  | 1  | 1  | 0  | 1  |    |    | 4     |
| SWE Suécia             | 0  |       | 0  | 0  | 0  | 0  | 0  | 1  | 1  | 1  | 0  | 0  | 1  | 0  | 0  | 0  | 4     |
| GDR Alemanha Oriental  | 0  |       | 0  | 1  | 2  | 0  | 0  |    |    |    |    |    |    |    |    |    | 3     |
| CRO Croácia            | 0  |       | 0  | 0  | 0  | 0  | 0  | 0  | 1  | 0  | 1  | 0  | 1  | 0  | 0  | 0  | 3     |
| HUN Hungria            | 0  |       | 0  | 1  | 0  | 0  | 0  | 0  | 1  | 1  | 0  | 0  | 0  | 0  | 0  | 0  | 3     |
| EUN Equipa Unificada   |    |       |    |    |    |    |    | 2  |    |    |    |    |    |    |    |    | 2     |
| FRG Alemanha Ocidental | 0  |       | 0  | 0  | 0  | 1  | 0  |    |    |    |    |    |    |    |    |    | 1     |
| AUT Áustria            | 1  |       | 0  | 0  | 0  | 0  | 0  | 0  | 0  | 0  | 0  | 0  | 0  | 0  | 0  | 0  | 1     |
| TCH Checoslováquia     | 0  |       | 1  | 0  | 0  | 0  | 0  |    |    |    |    |    |    |    |    |    | 1     |
| CHN China              | 0  |       | 0  | 0  | 0  | 1  | 0  | 0  | 0  | 0  | 0  | 0  | 0  | 0  | 0  | 0  | 1     |
| ISL Islândia           | 0  |       | 0  | 0  | 0  | 0  | 0  | 0  | 0  | 0  | 0  | 1  | 0  | 0  | 0  | 0  | 1     |
| MNE Montenegro         | 0  |       | 0  | 0  | 0  | 0  | 0  | 0  | 0  | 0  | 0  | 0  | 1  | 0  | 0  | 0  | 1     |
| POL Polônia            | 0  |       | 0  | 1  | 0  | 0  | 0  | 0  | 0  | 0  | 0  | 0  | 0  | 0  | 0  | 0  | 1     |
| ROC                    |    |       |    |    |    |    |    |    |    |    |    |    |    |    | 1  |    | 1     |
| SUI Suíça              | 1  |       | 0  | 0  | 0  | 0  | 0  | 0  | 0  | 0  | 0  | 0  | 0  | 0  | 0  | 0  | 1     |
| UKR Ucrânia            | 0  |       | 0  | 0  | 0  | 0  | 0  | 0  | 0  | 0  | 1  | 0  | 0  | 0  | 0  | 0  | 1     |

### Por atleta
Jogadores com quatro ou mais medalhas olímpicas:
| Atleta              | Nação                                               | Edição(ões)         | Ouro | Prata | Bronze | Total |
| ------------------- | --------------------------------------------------- | ------------------- | ---- | ----- | ------ | ----- |
| Katrine Lunde       | NOR Noruega                                         | 2008–2024           | 3    | 0     | 2      | 5     |
| Michaël Guigou      | FRA França                                          | 2008–2020           | 3    | 1     | 0      | 4     |
| Nikola Karabatić    | FRA França                                          | 2008–2020           | 3    | 1     | 0      | 4     |
| Luc Abalo           | FRA França                                          | 2008–2020           | 3    | 1     | 0      | 4     |
| Andrey Lavrov       | URS União Soviética EUN Equipa Unificada RUS Rússia | 1988 1992 2000–2004 | 3    | 0     | 1      | 4     |
| Marit Malm Frafjord | NOR Noruega                                         | 2008–2020           | 2    | 0     | 2      | 4     |
| Camilla Herrem      | NOR Noruega                                         | 2012–2024           | 2    | 0     | 2      | 4     |
| Oh Seong-ok         | KOR Coreia do Sul                                   | 1992–2008           | 1    | 2     | 1      | 4     |